# Vieille église de Saint-Lunaire
Pour les articles homonymes, voir Vieille église.
La vieille église de Saint-Lunaire est un édifice affecté au culte catholique situé à Saint-Lunaire, en France. Parfaitement orienté, le bâtiment est dédié à saint Lunaire, lequel a fini par donner son nom à la paroisse longtemps appelée Pontual (pont de Tugdual, du nom du frère même de Saint Lunaire, fondateur du monastère-évêché de Tréguier). Désaffectée lors de la bénédiction de la nouvelle église le 14 septembre 1884, elle a été rendue au culte le 18 juillet 1954 après sa restauration par Raymond Cornon, architecte des Monuments historiques.

## Localisation
L'église est située dans le département français d'Ille-et-Vilaine, au cœur du chef-lieu de la commune de Saint-Lunaire, place du Pilori. Classé le 18 mars 1913, l'édifice se dresse dans un enclos qui fut autrefois le cimetière de la paroisse. Des échaliers subsistent, de même qu'une croix des XIVe et XVIe siècles, inscrite à l'inventaire supplémentaire des monuments historiques le 22 mars 1930.

## Historiques

### Historique de la construction
- XIe siècle: édification d'une église romane avec une nef dotée de collatéraux, l'aspect de la partie orientale étant inconnu.
- Vers 1350 : reconstruction du chœur.
- Fin du XIVe siècle : construction de la chapelle sud dite des Pontual.
- Début du XVe siècle : la chapelle nord des Pontbriand est érigée.
- XVIIe et XVIIIe siècles : construction de la sacristie, d'un nouveau clocher et remplacement des collatéraux de la nef.
- Vers 1760-1770 : reprise du chœur et agrandissement de la chapelle des Pontual.
- 1840 : jonction du Bas-côté sud et de la chapelle des Pontual.
- 1954 : restauration de l'édifice par Raymond Cornon, architecte des Monuments historiques.

### Historique de l'affectation et de la protection de l'église
- 1884, 14 septembre : lors de la bénédiction et de la dédicace de la nouvelle église de Saint-Lunaire, l'ancien édifice est désaffecté.
- 1892, 12 mars : classement de quatre des gisants de l'église et du tombeau de saint Lunaire.
- 1913, 18 mars : classement de la vieille église.
- 1930, 22 mars : inscription de la croix du cimetière à l'inventaire supplémentaire des monuments historiques.
- 1954, 18 juillet : l'édifice, reconsacré par le cardinal Roques, est rendu au culte.
- 1971, 31 décembre : classement de deux nouveaux gisants.

Dans le cadre de l’essor du tourisme balnéaire que connut la Côte d'Émeraude à partir des années 1850, à l'instar de ses voisines Dinard et Saint-Briac, la commune de Saint-Lunaire vit s'établir hôtels et villas particulières à compter de 1880. La compagnie de Mielles, formée de banquiers et d'entrepreneurs, posa les bases d'un schéma urbanistique moderne de la station. Trouvant écho auprès des autorités civiles et religieuses du village, elle proposa une transaction à la commune, celle-ci devant abandonner la vieille église et son terrain à ladite société en échange d'un espace au centre du nouveau quartier et d'une somme de 30 000 francs pour l'édification d'un nouveau lieu de culte. Pétitions et protestations énergiques de la Société archéologique et historique d'Ille-et-Vilaine et d'Arthur de La Borderie permirent qu'un nouvel édifice soit effectivement construit par le servanais Émile Liège tout en conservant l'ancien. Ce dernier édifice ne fut toutefois classé qu'en 1913, bien après quatre de ses gisants et le tombeau de saint Lunaire (1892). L'entretien et la garde du vieux Saint-Lunaire échurent à la société de sauvegarde du patrimoine historique et artistique basée à Rennes.
Dépôt de fourrage sous l'occupation, à nouveau menacé de destruction, l'édifice put être restauré en 1954 grâce aux dommages de guerre.

## Architecture

### Extérieur
La vieille église de Saint-Lunaire constitue un édifice trapu et hétérogène dont la distribution interne est aisément discernable de l'extérieur. La façade occidentale, aveuglée par la suppression d'un oculus ouvert en 1853, est seulement percée d'une porte en arc brisé en son milieu. Il s'agit d'un mur pignon dont les deux rampants présentent des décrochements et dont la stéréotomie laisse deviner des arrachements résultant de la réédification à l'époque moderne des deux collatéraux flanquant de la nef. Le côté nord permet de découvrir la nef latérale septentrionale, éclairée par trois fenêtres plein-cintre du XVIIIe siècle, laquelle reste sans communication avec la chapelle privative des Pontbriand, également percée d'une fenêtre plein-cintre dans son pignon nord. Faisant office de transept, celle-ci est prolongée à l'est par la sacristie au toit en appentis où se détache une gerbière à l'orient. Une abside pentagonale clos l'édifice, deux fenêtres éclairant les pans obliques du chœur. Le flanc sud présente un collatéral rythmé par trois fenêtres plein-cintre logées dans des gerbières, celle centrale, moins haute, reposant sur la porte des femmes établie en 1686. La chapelle des Pontual constitue le transept méridional. Une fenêtre plein-cintre décentrée occupe le pignon sud, lui-même dissymétrique. Bas-côté et chapelle communiquent par une section réalisée vers 1840 et dotée d'une porte à linteau droit.
Construite avec des moellons de granite et couverte d'ardoises, l'église du vieux Saint-Lunaire affecte un style rustique et classique. Un petit clocher carré percé de dix petites ouvertures rectangulaires et sommé d'une courte flèche octogonale coiffe l'édifice aux deux-tiers de la nef.

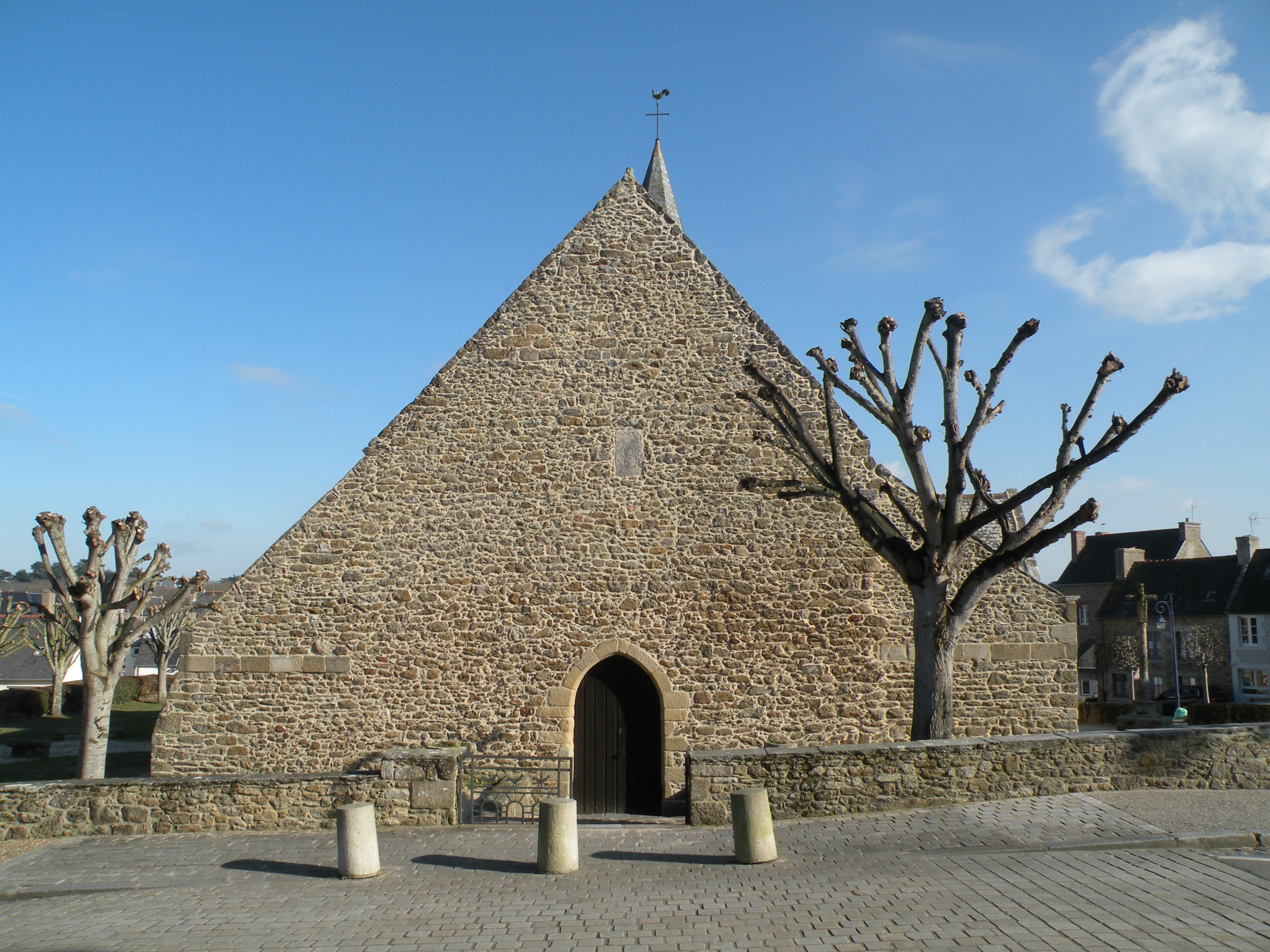
Façade occidentale de l'édifice.
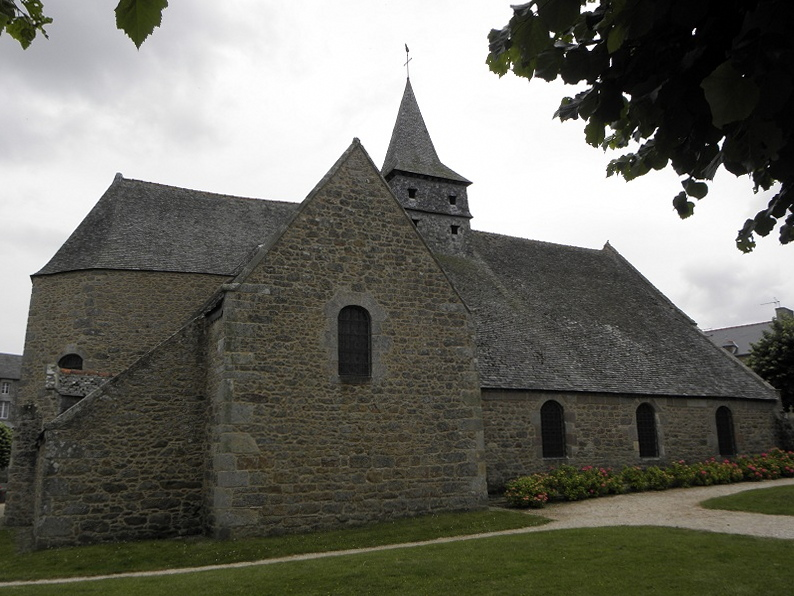
Collatéral nord, chapelle des Pontbriand et sacristie.
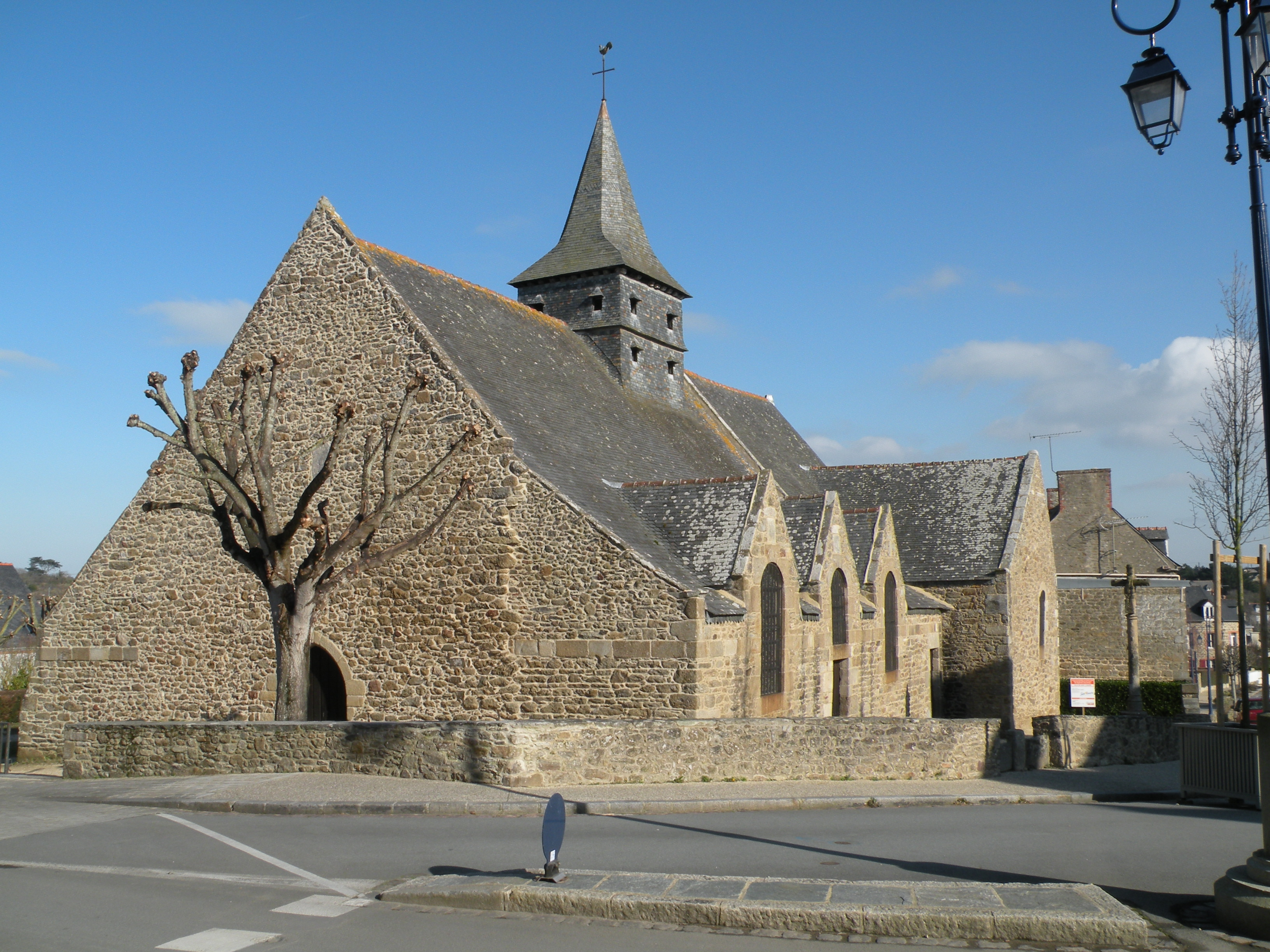
Flanc sud et façade principale de la vieille église.
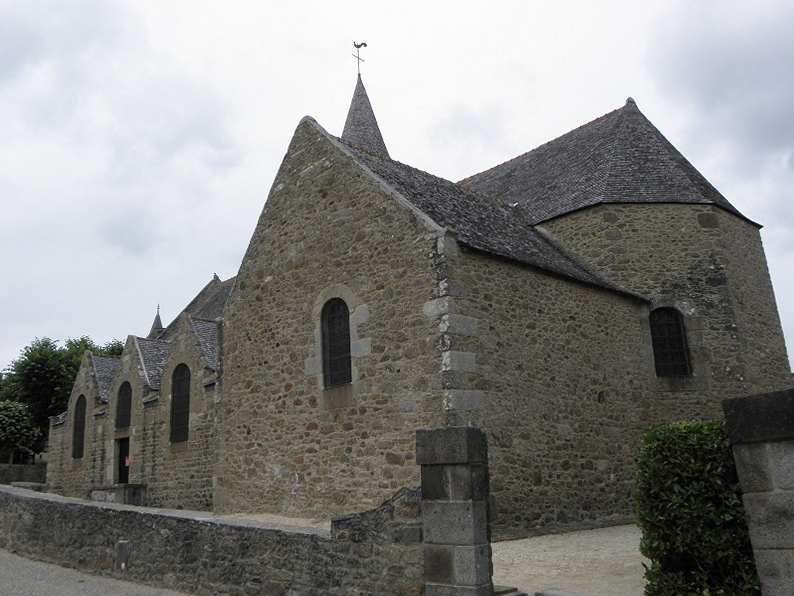
Le chevet et la chapelle des Pontual.
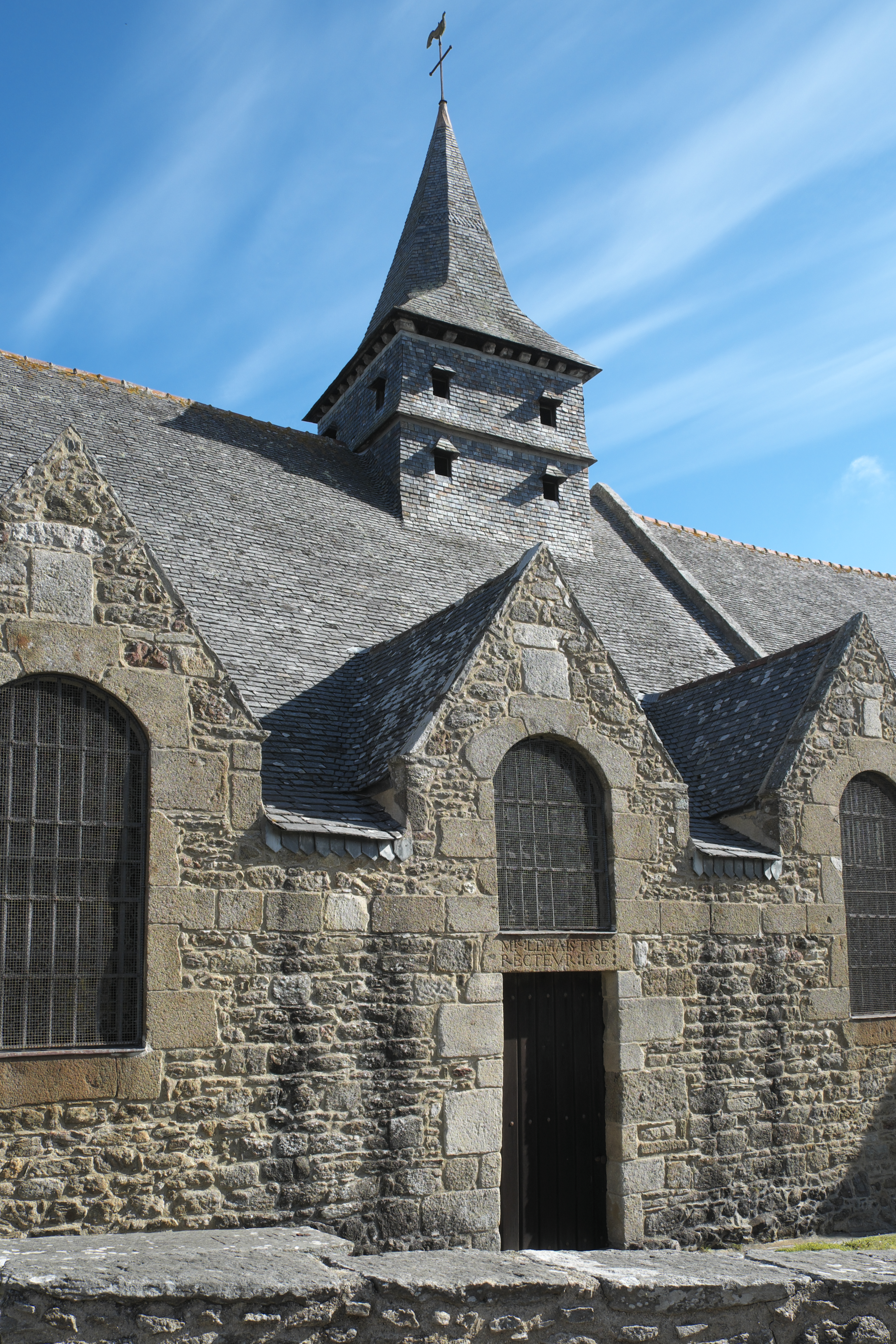
Le portail et le clocher.
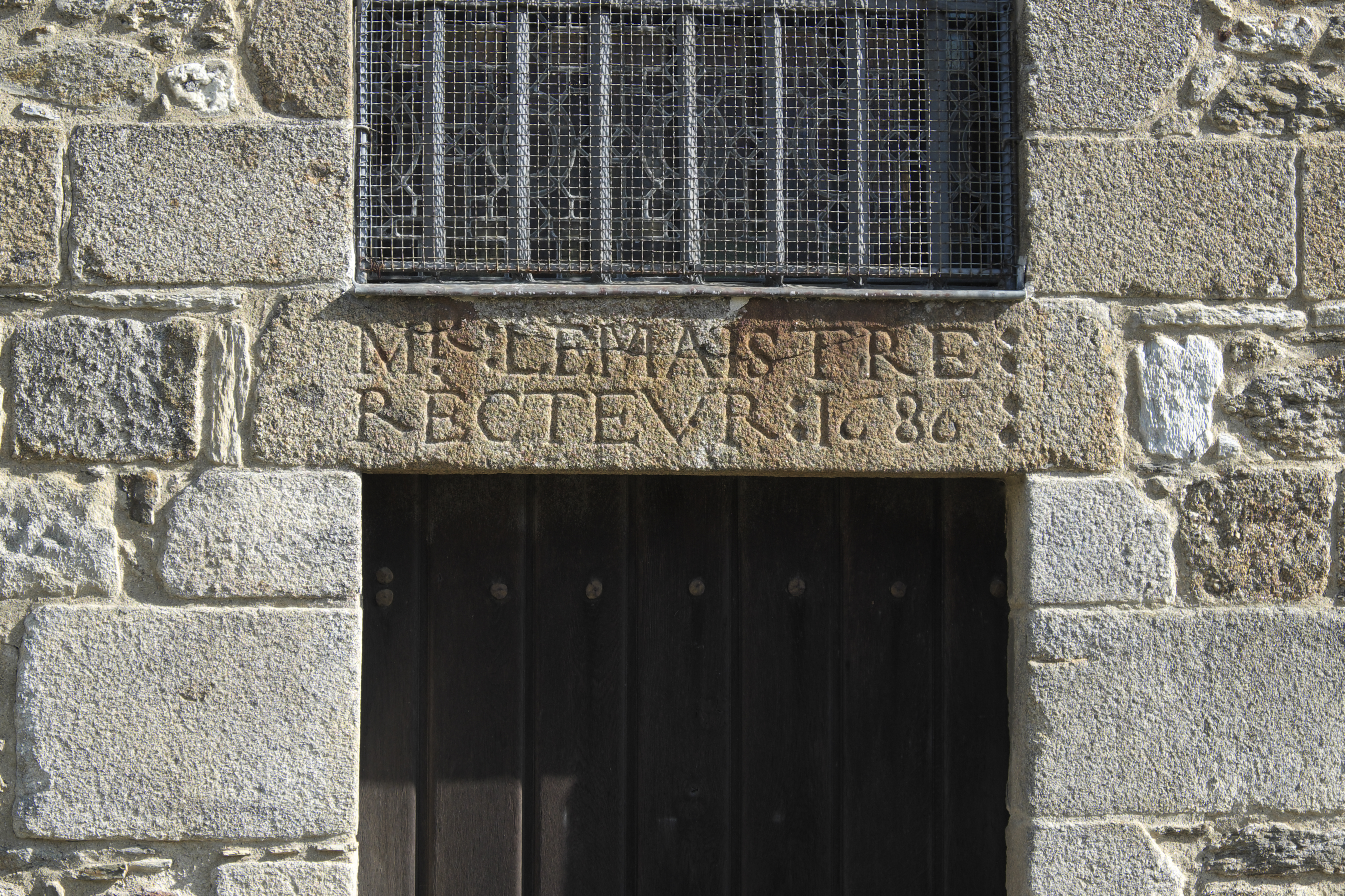
Inscription au-dessus du portail.
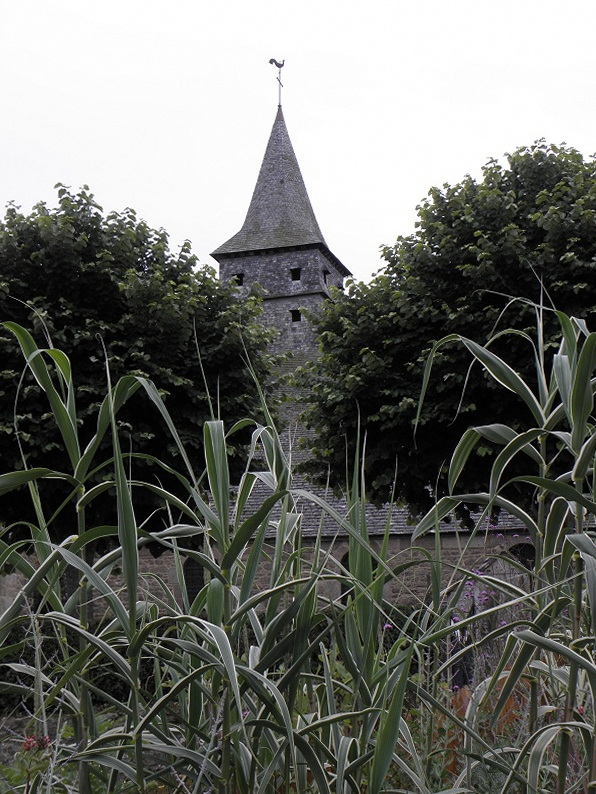
La vieille église de Saint-Lunaire au milieu des fleurs.

### Intérieur

#### La nef et ses collatéraux
On pénètre dans l'église par la porte occidentale en descendant un escalier de neuf marches : quatre degrés à l'extérieur et cinq à l'intérieur. L'édifice est orienté, sa nef principale en constituant la partie la plus ancienne. Seuls les murs latéraux datent du XIe siècle, présentant une succession de trois arcades plein-cintre, sans archivoltes ni moulures, portées par des pilastres rectangulaires ornés d'un tailloir en biseau sur leurs faces internes, à la naissance des arcs. De petites fenêtres en meurtrières s'ouvrent dans les costales du vaisseau principal : au nombre de deux côté nord (au-dessus des piliers), de trois, mais plus étroites, côté sud (à l'aplomb des grandes arcades). Un douvis de bois, en arc surbaissé, maintenu par de forts entraits, couvre la nef, la dernière travée avant le transept laissant apparaître la structure en bois portant le clocher. Hormis la porte principale, la façade ouest est aveugle, et le mur oriental uniquement percé d'un arc triomphal roman repris au XIVe siècle.

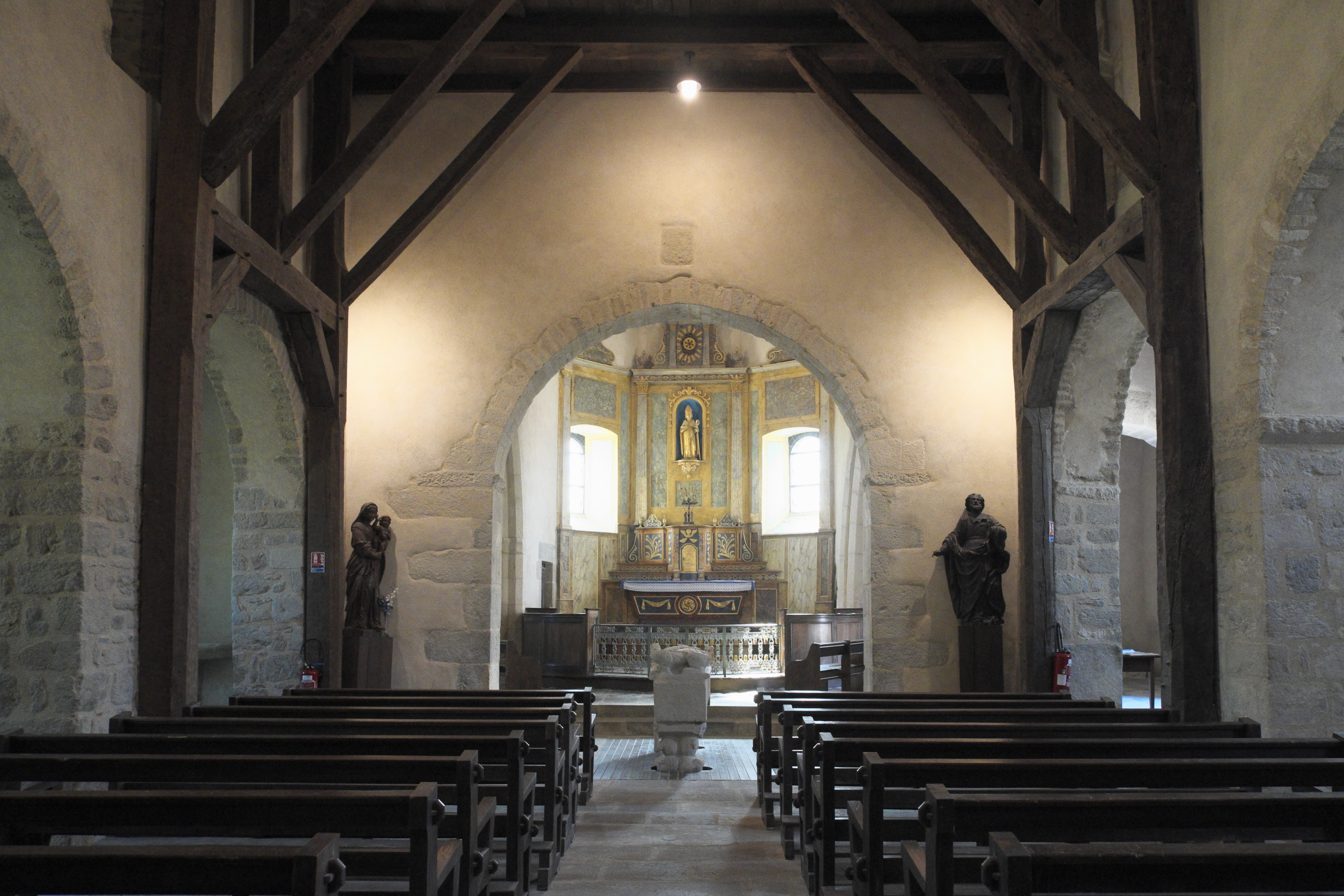
La nef avec l'arc triomphal et l'autel.
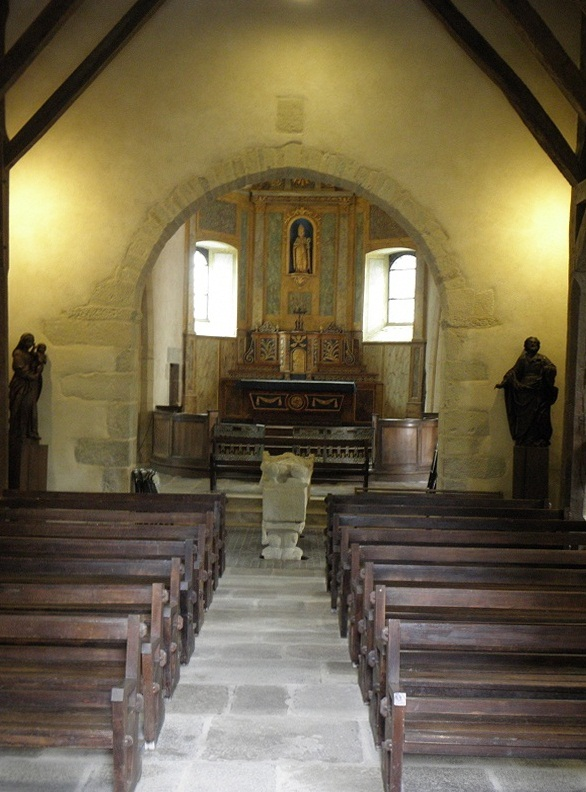
L'arc triomphal, repris au XIVe siècle, qui sépare la nef du chœur.
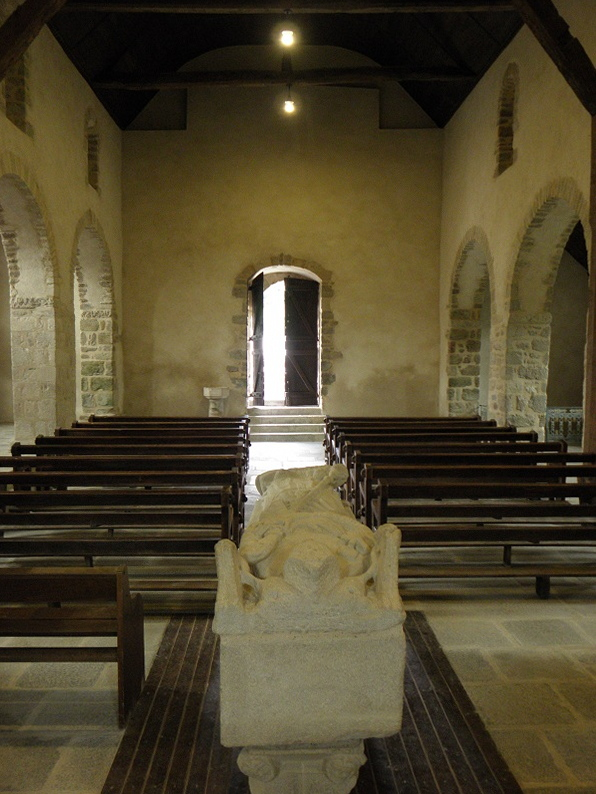
La nef principale et ses ouvertures en meurtrière percées de façon dissymétrique.
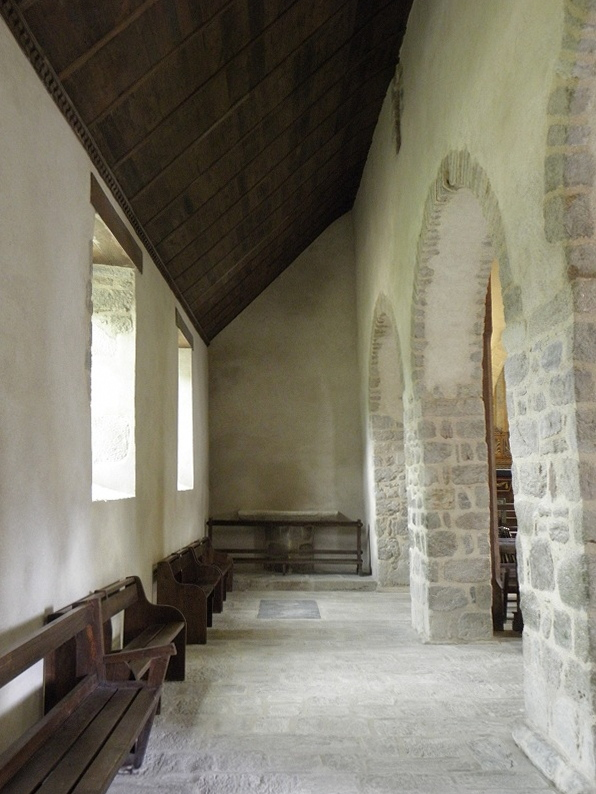
Le collatéral nord, couvert en appentis, et son autel oriental.
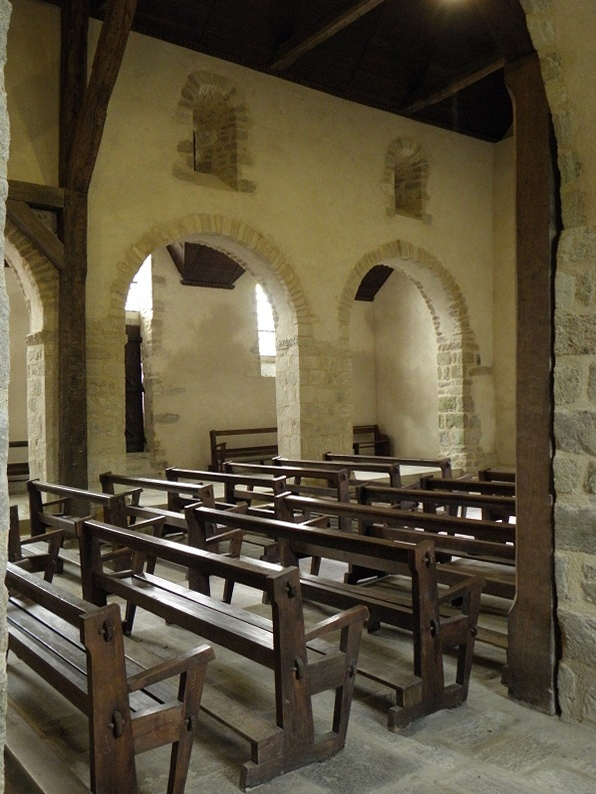
Vue vers le collatéral sud percé de portes et au couvrement plus complexe.
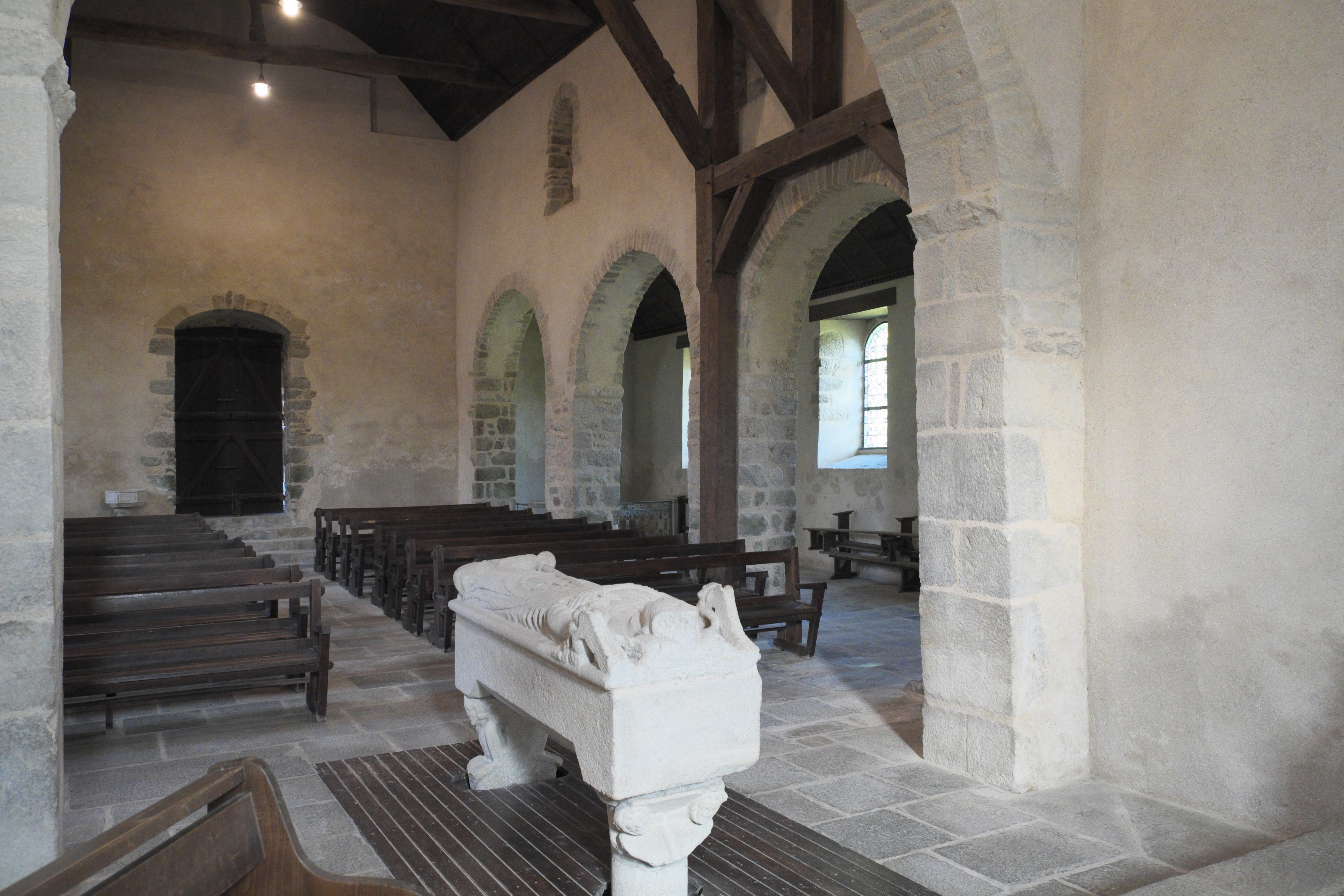
Nef et bas-côté nord.
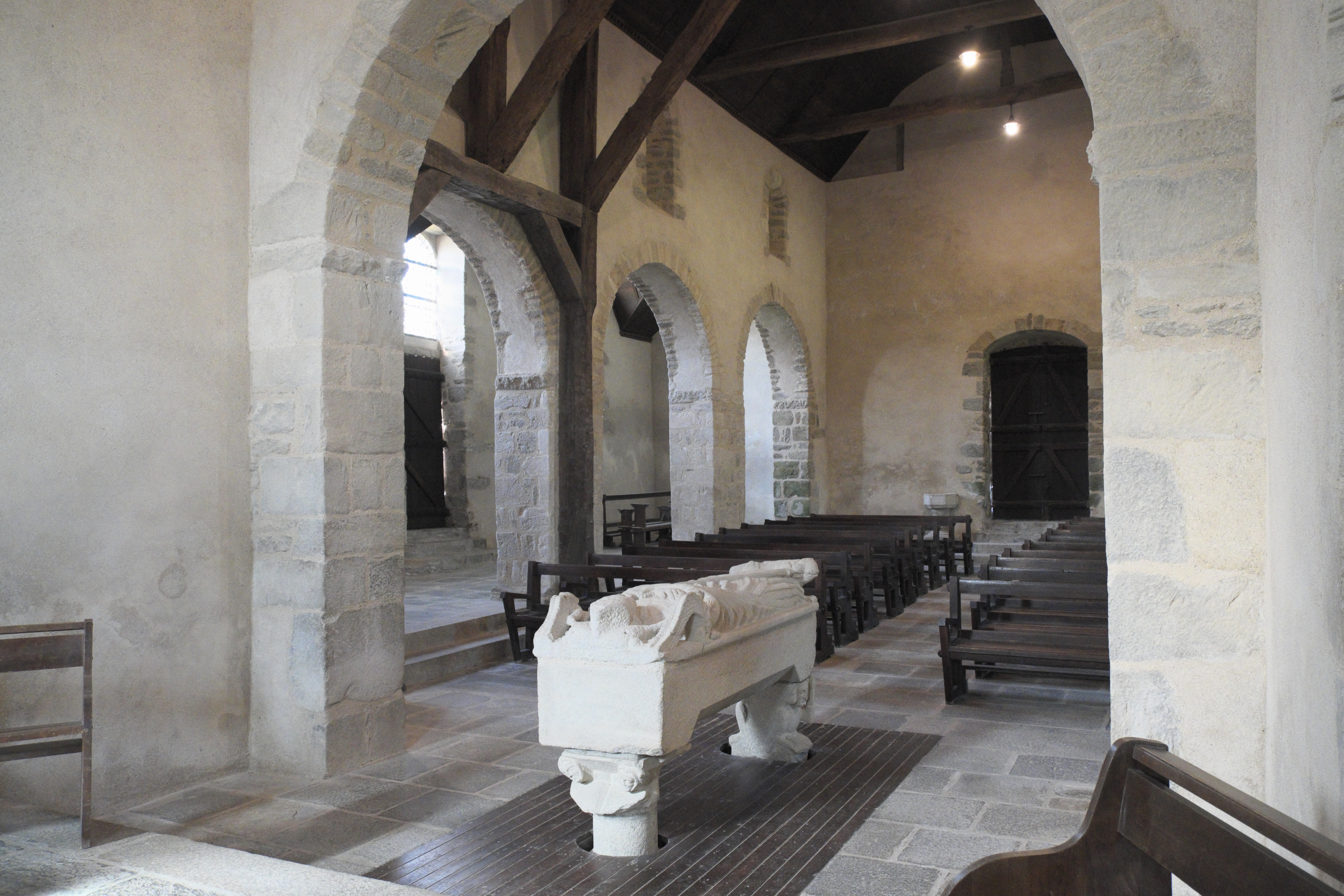
Nef et bas-côté sud.

Les collatéraux sont plus récents. Bien que présents dès l'origine de la construction, ils furent réédifiés au XVIIe siècle voire XVIIIe siècle. La nef latérale nord ne se prolonge pas par la chapelle de Pontbriand qui forme le bras septentrional du transept de l'église. En revanche, côté sud, une travée, ajoutée au XIXe siècle assure la jonction avec la chapelle de Pontual. Couverts en appentis de sorte que les meurtrières de la nef ne communiquent plus avec l'extérieur, ils sont percés chacun par trois grandes fenêtres plein-cintre qui assurent l'éclairage indirect du vaisseau central. Le bas-côté sud, surélevé de deux marches par rapport à la nef, présente en outre deux portes à linteau droit, donnant sur l'antique placître : celle des femmes, datée de 1686, et celle des hommes percée dans la travée supplémentaire du XIXe siècle. Par ailleurs, la présence des trois pignons successifs du côté sud a permis de réaliser un couvrement plus complexe, les pans des lucarnes s'inscrivant en pénétration dans l'appentis.

#### Le chœur et les chapelles
Rebâti vers 1350 par Alain de Pontual, le chœur de la vieille église a été sensiblement réaménagé au XVIIe siècle et doté d'une abside à pans coupés. Seules subsistent de l'époque gothique des arcades brisées donnant accès à la chapelle des Pontbriant au nord (fin XIVe siècle) et à celle des Pontual au sud (début XVe siècle). À l'inverse de l'arcade nord, celle du sud est dépourvue de colonnes et chapiteaux, présentant déjà un style flamboyant. Pour autant, les restaurations et agrandissements ayant affecté ces chapelles servant de transept n'ont laissé perdurer un caractère médiéval que dans l'édicule nord où subsiste dans le mur est une fenêtre à un meneau et au réseau flamboyant de même qu'un autel et ses deux crédences. De nos jours, la chapelle des Pontbriand est éclairée par une fenêtre plein-cintre, au nord, une sacristie étant venue se greffer au XVIIIe siècle à l'angle du chœur et du bras de transept nord. Un écu couché des Pontbriand orne le mur septentrional de la chapelle éponyme et, à l'exemple de la nef et de ses collatéraux, le haut de l'église est voûté uniquement de bois.

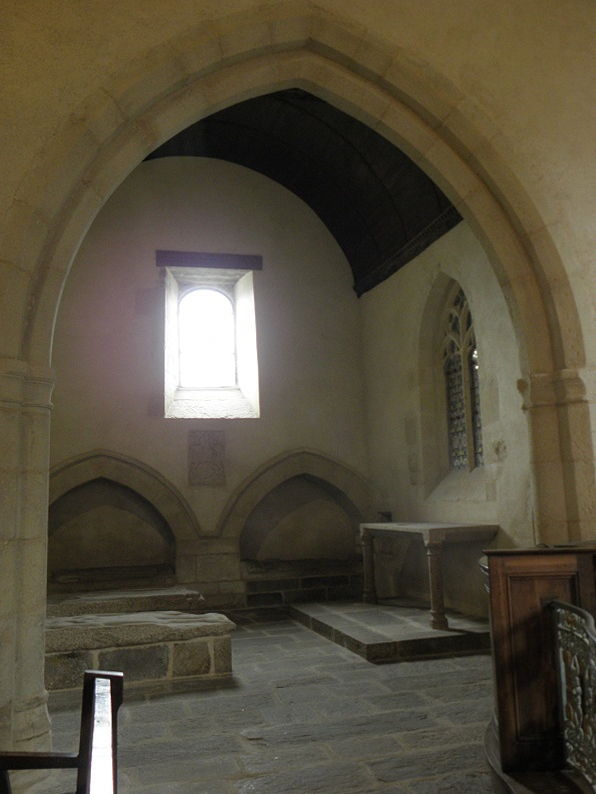
La chapelle des Pontbriand.
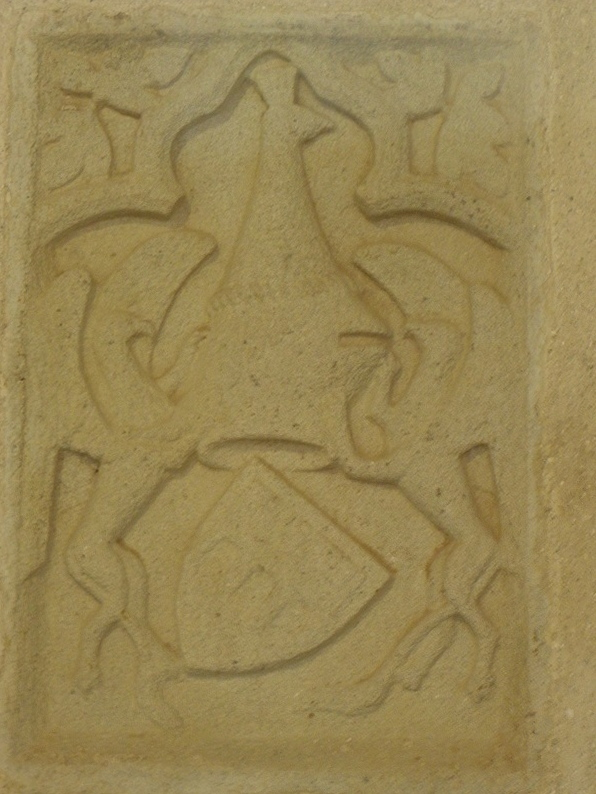
écu couché des Pontbriand.

## Mobilier

### Les gisants

#### Gisants de la chapelle desPontbriand
Quatre gisants sont exposés dans le transept nord. Aspectés ouest-est, les défunts regardent vers l'orient et l'autel de la chapelle.
- Ceux de d'Olivier de Pontbriand et de son épouse, la dame de la Tendourie, sont logés dans des enfeus creusés dans le mur nord de la chapelle. Classés le 12 mars 1892[8], ils ont été réalisés vers 1420.
- Les gisants de Colin de Pontbriand et son épouse, Jeanne de Mauny, parents d'Olivier de Pontbriand, ont été sculptés vers 1380. Ils prennent appui sur le mur ouest de la chapelle. Situés autrefois dans le chœur de l'église près du tombeau de saint Lunaire, les dalles avaient été retournées afin d'aplanir le sol du sanctuaire. Le comte de Palys les a fait transporter en 1893 à l'emplacement qu'elles occupent encore actuellement[9]. Ces gisants ont fait l'objet d'une mesure de classement le 31 décembre 1971[10].

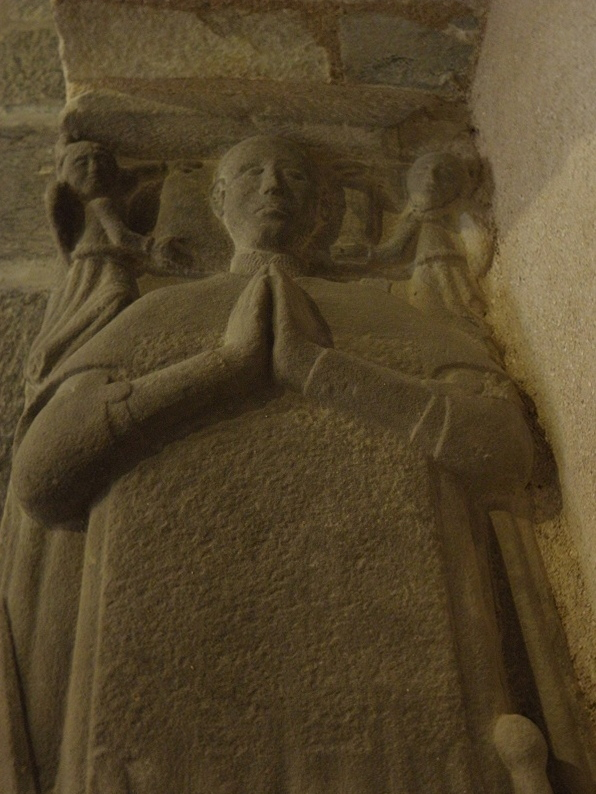
Gisant d'Olivier de Pontbriand.
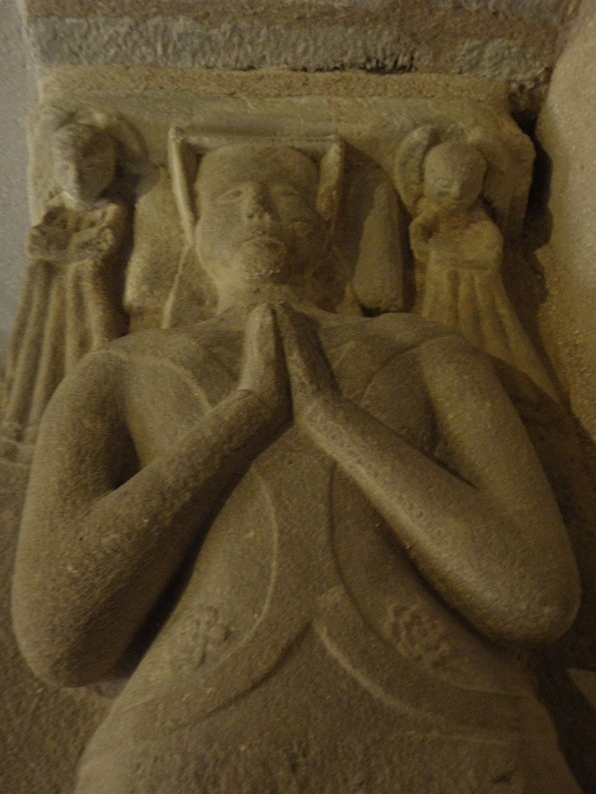
Gisant de la dame de la Tendourie.
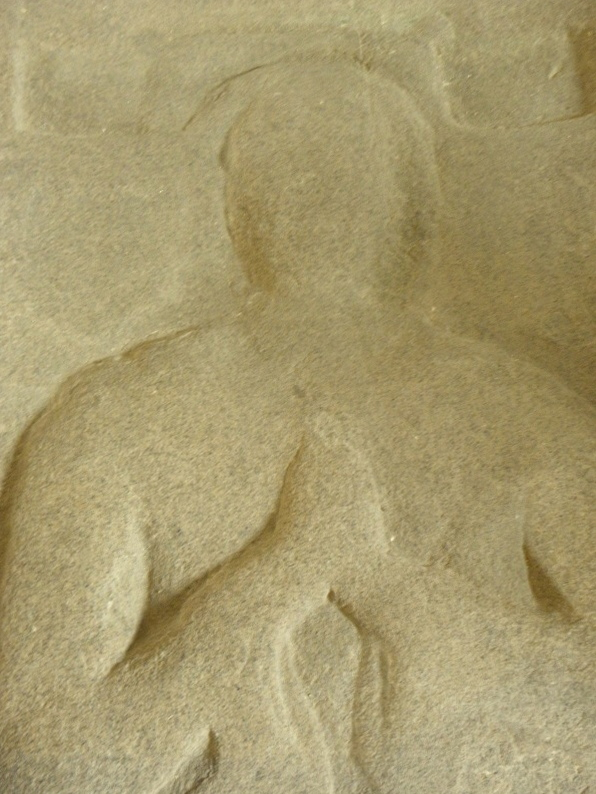
Gisant de Colin de Pontbriand.
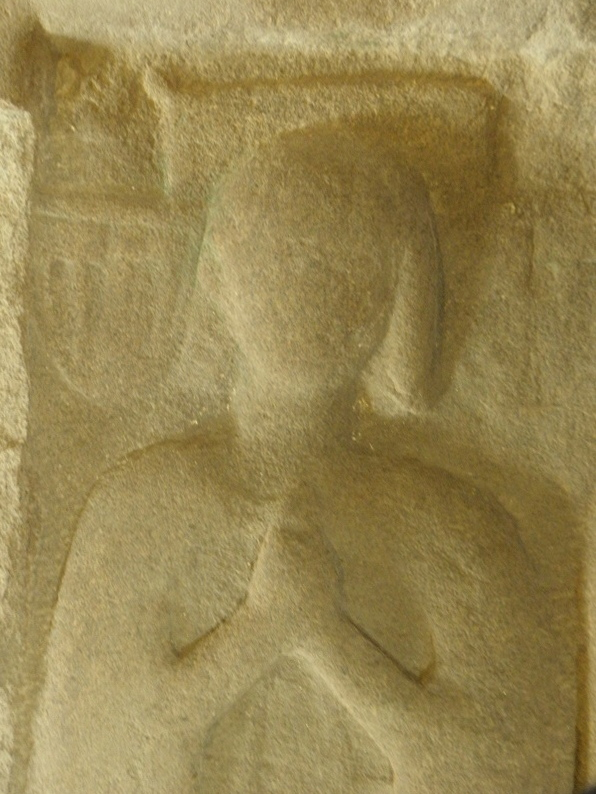
Gisant de Jeanne de Mauny.
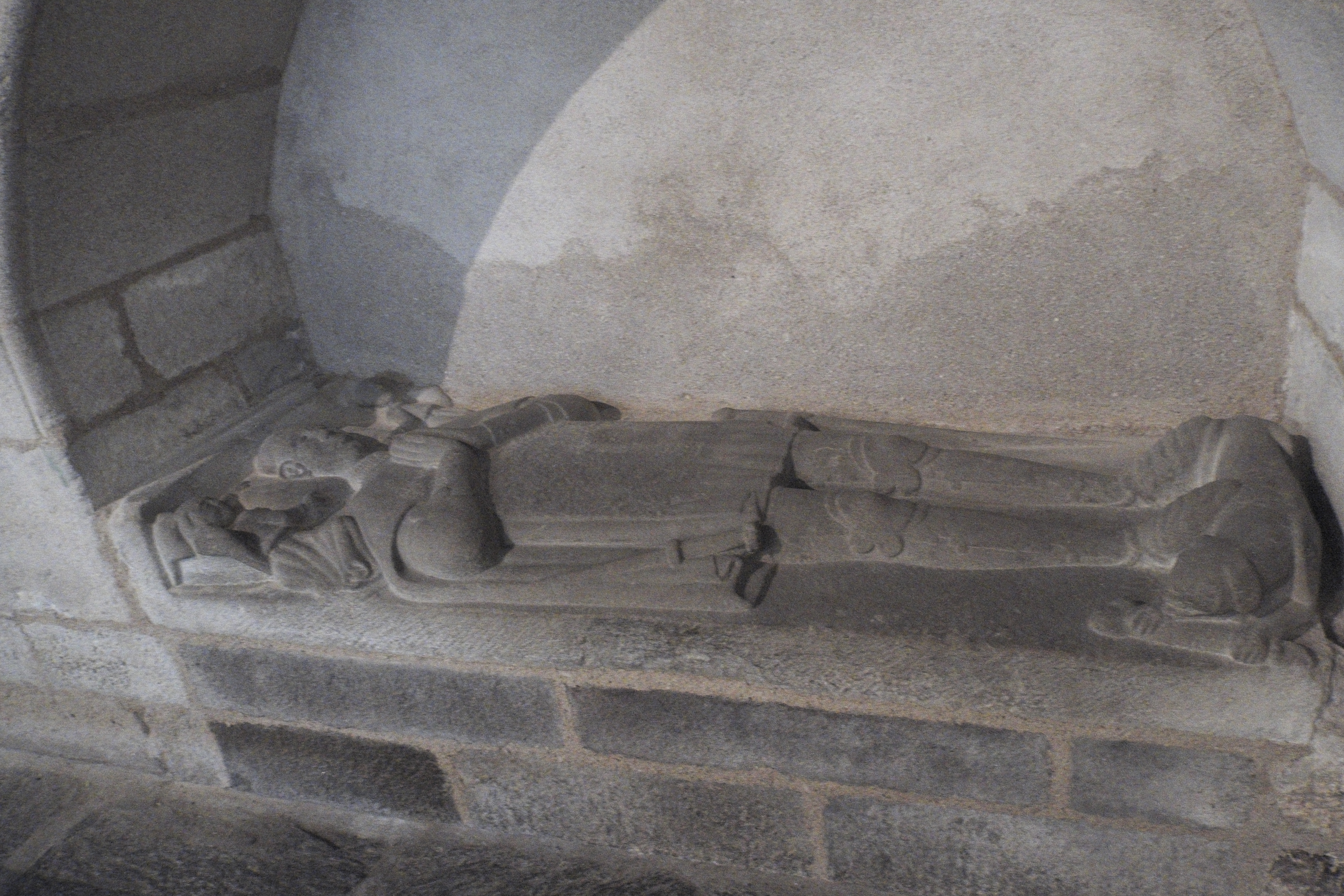
Tombe à niche murale avec un gisant en bas-relief d'un chevalier de la famille de Pontbriand, XVe siècle.
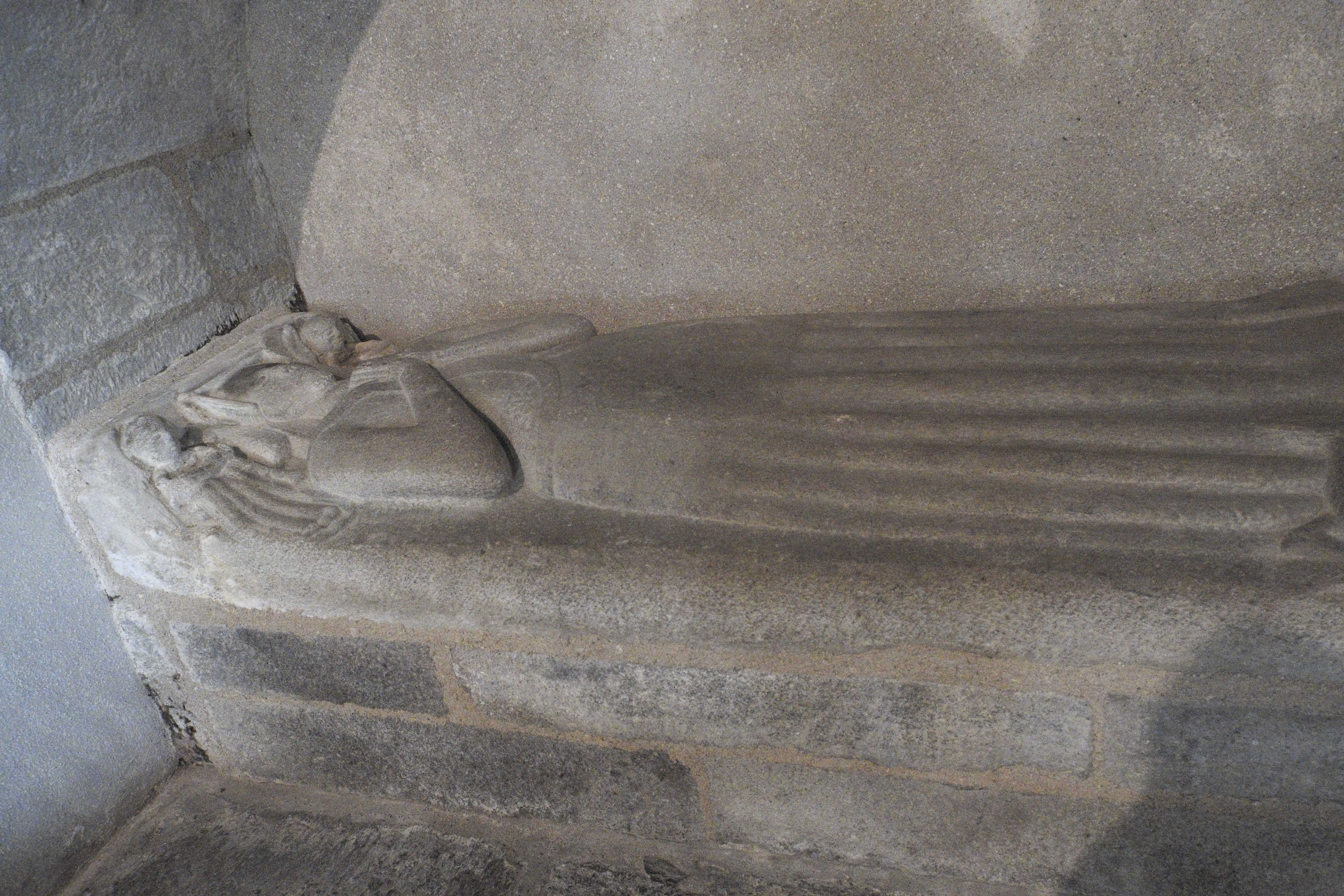
Tombe à niche murale avec un gisant d'une dame de Pontbriand, XVe siècle.

#### Gisants de la chapelle des Pontual
Deux gisants trouvent à se loger dans la chapelle des Pontual faisant office de transept sud.
- Le gisant de Jeanne le Bouteiller, épouse de Jean I de Pontual, sculpté vers 1400, occupe un enfeu dans le mur sud de la chapelle. Il a fait l'objet d'une mesure de classement le 12 mars 1892[11].
- Le gisant d'Alain de Pontual, réalisé vers 1360, occupe le centre de la chapelle. Il était placé autrefois au milieu du chœur de l'église que le défunt avait contribué à réédifier vers 1350[4].

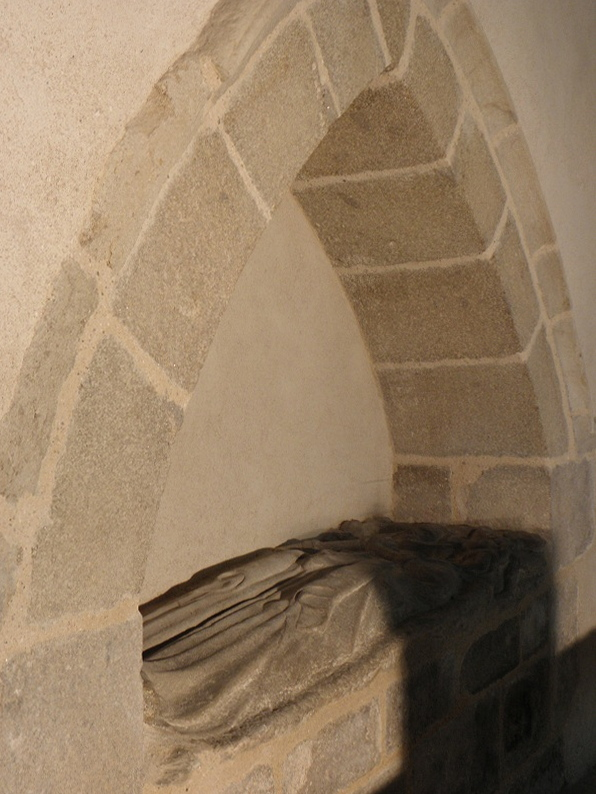
Enfeu de Jeanne le Bouteiller.
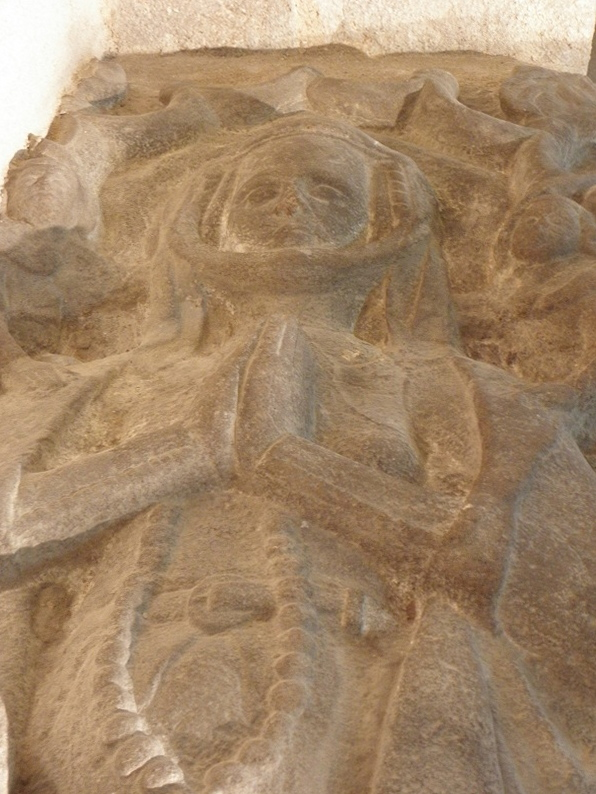
Gisant de Jeanne le Bouteiller.
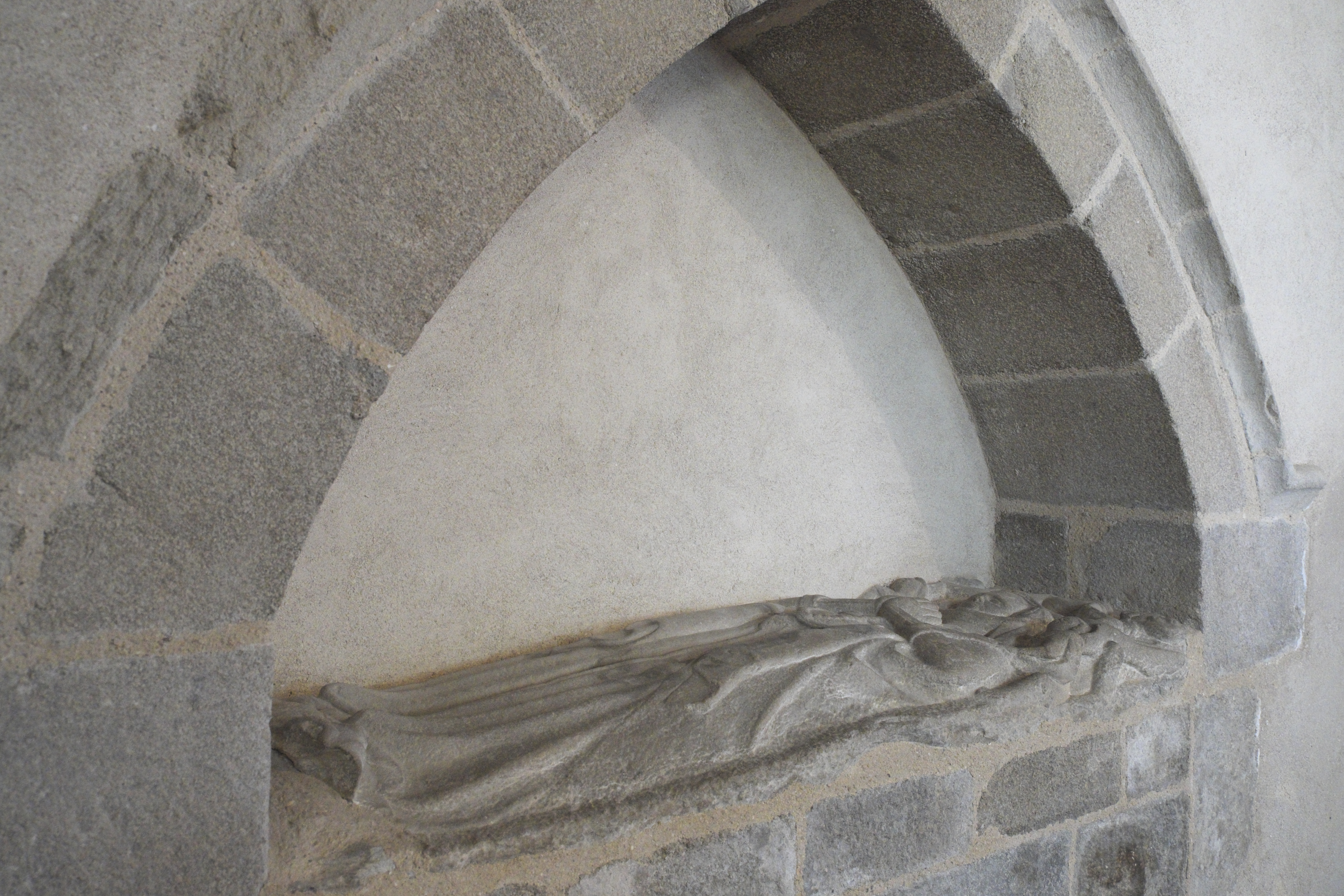
tombe à niche murale, dalle funéraire avec un gisant en bas-relief d'une dame de la famille Pontual, XIIIe siècle.
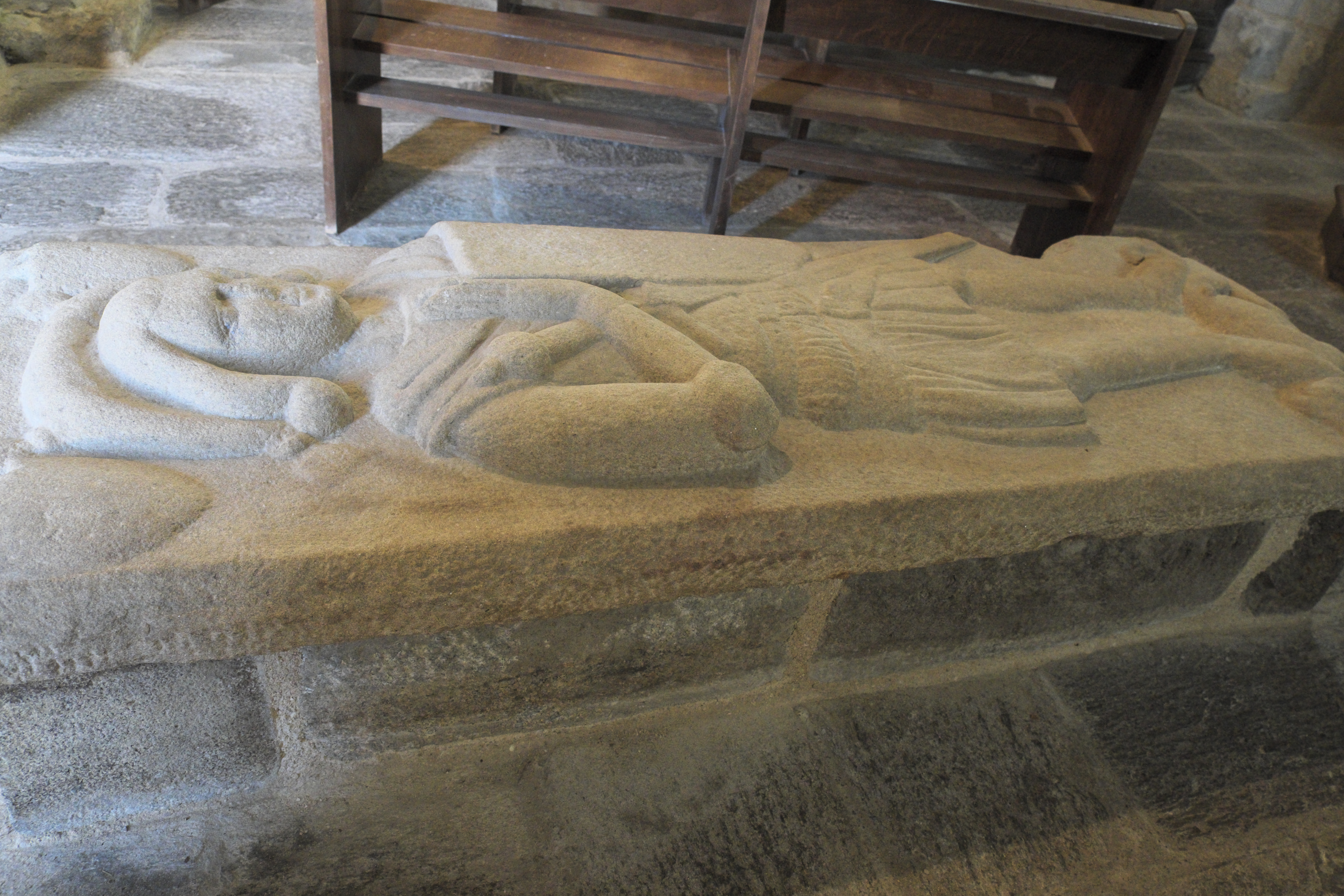
Dalle funéraire avec le gisant d’Alain de Pontual, XIVe siècle.
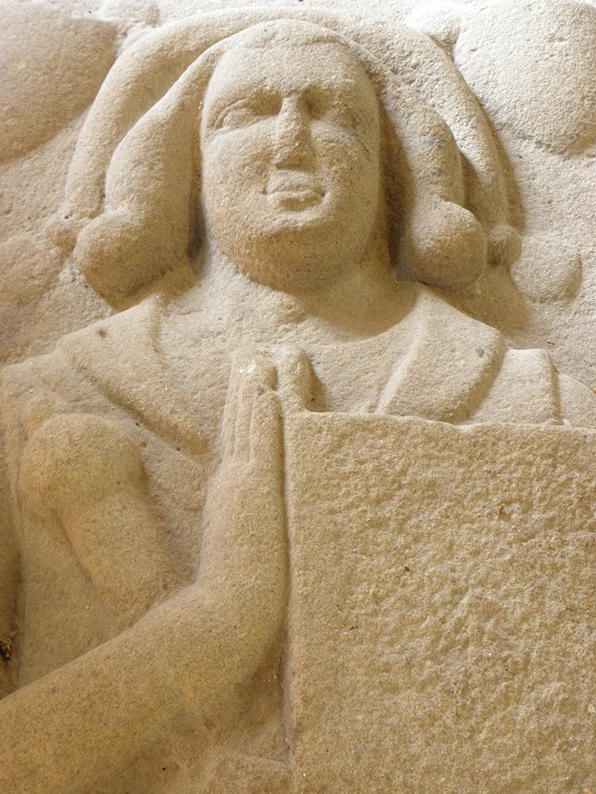
Gisant d'Alain de Pontual.

#### Tombeau de saint Lunaire
Le tombeau de saint Lunaire occupe depuis 1954 l'espace situé sous l'arc triomphal, à la jonction du chœur et de la nef de la vieille église. Primitivement placé devant le grand autel lors de la réédification du chœur en 1350, il fut par la suite avancé vers le centre du sanctuaire au XVIIe siècle avant que d'être relégué dans l'angle sud-ouest de l'espace sacerdotal en 1785. Il se compose d'un sarcophage gallo-romain, auge de granite mesurant 2 mètres 15 de long pour 50 cm de large et 38 cm de hauteur, qui portait autrefois l'inscription en majuscules romaines MAGISTER LVNEVERIVS.
Ce cercueil de pierre porte une dalle sculptée en haut relief à effigie du saint et datant du XVe siècle. L'évêque d'Aleth est revêtu des ornements épiscopaux, la chasuble antique étant brodée d'orfrois. Coiffée d'une mitre basse, sa tête repose sur un coussin porté par deux anges tandis que ses pieds foulent un quadrupède symbolisant l’idolâtrie. Les mains croisées sur la poitrine, le prélat tient de la gauche sa crosse, la volute étant fleurie d'un quatre-feuilles et l'extrémité s'enfonçant dans la gueule du monstre. Une colombe tenant un autel portatif en son bec repose sur le côté droit de la poitrine du saint, rappelant un épisode de sa Vita écrite au IXe siècle.
L'ensemble du monument, classé depuis le 12 mars 1892 repose sur un tronçon de colonne portant deux têtes sculptées ainsi que deux supports figurant des anges assis lisant chacun un livre.

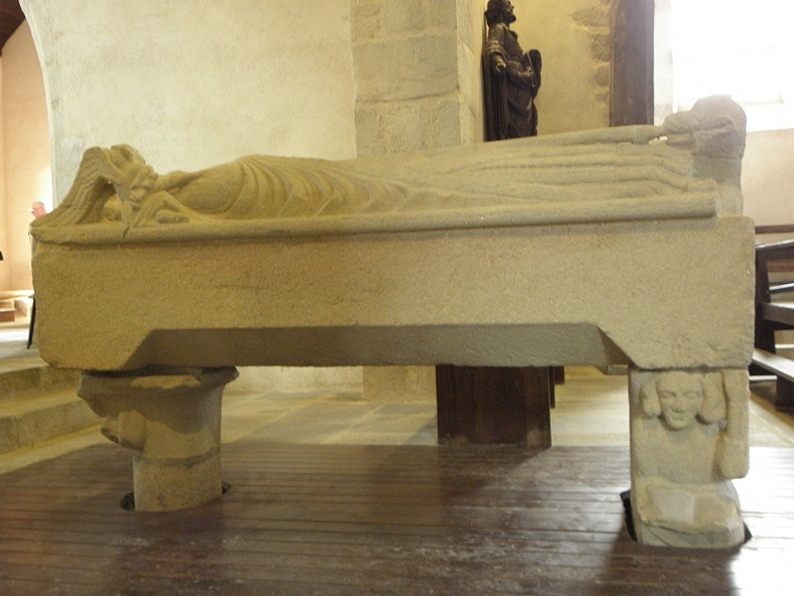
Tombeau de saint Lunaire.
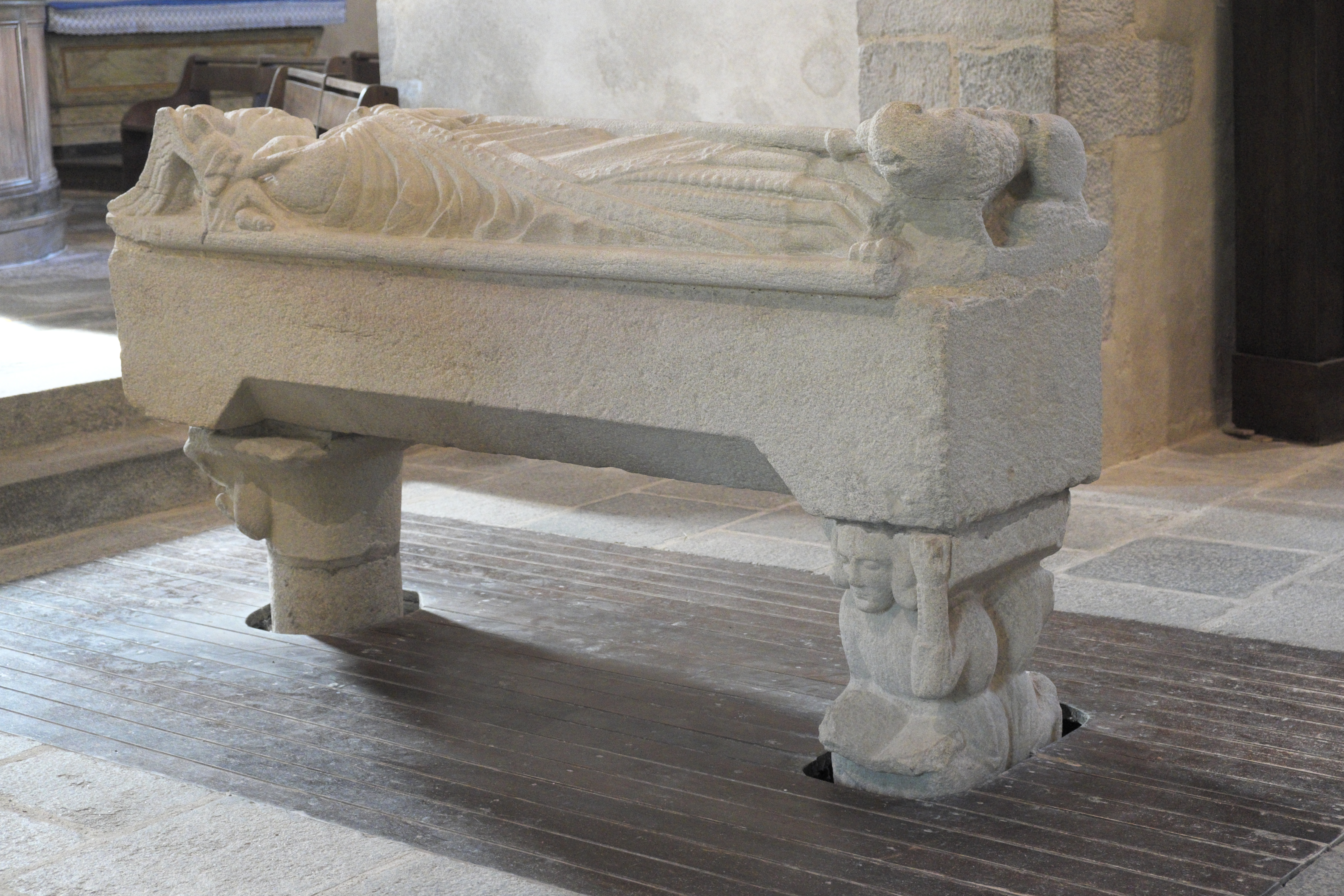
Sarcophage de Saint Lunaire.
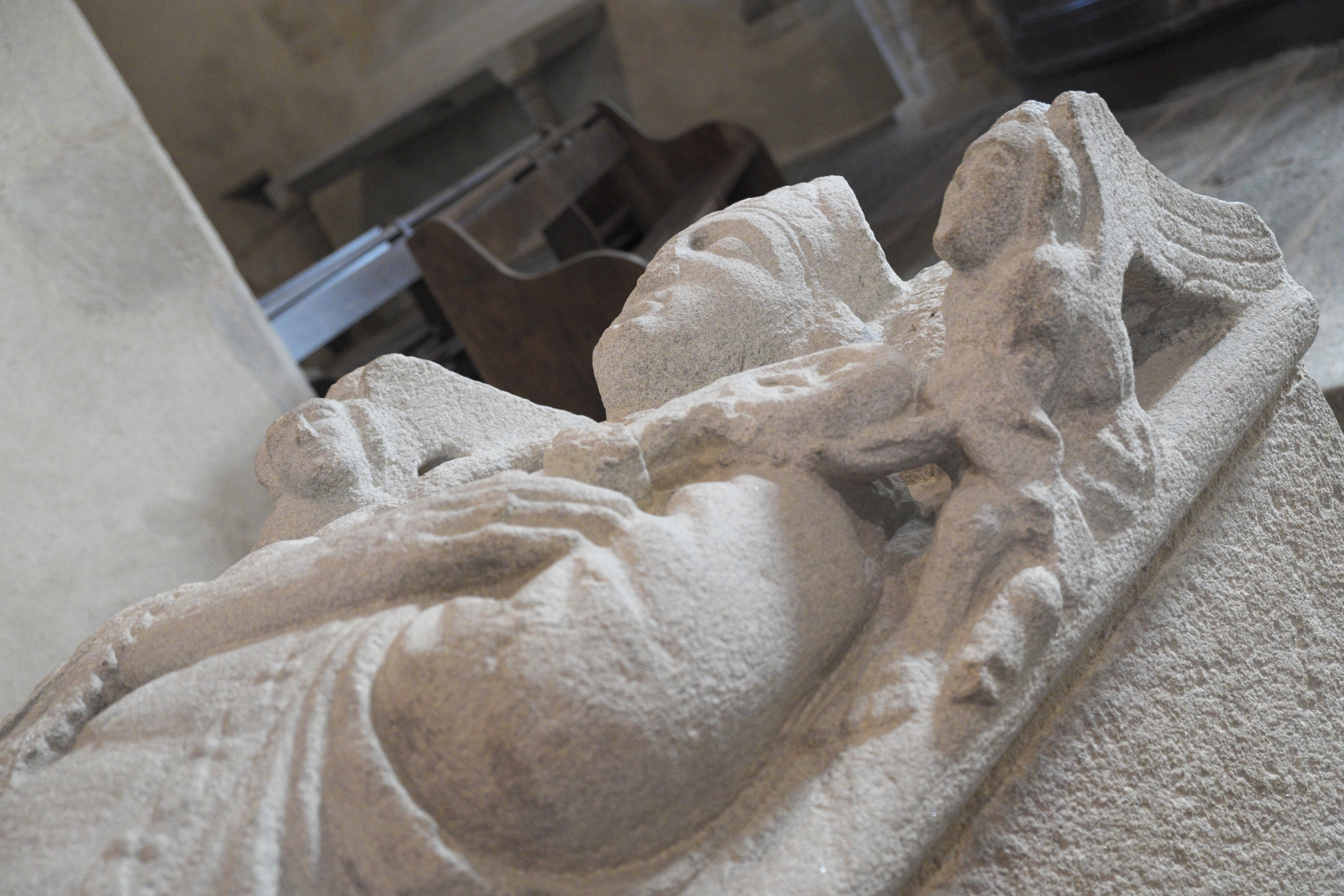
Tombeau avec le gisant en haut-relief du saint.
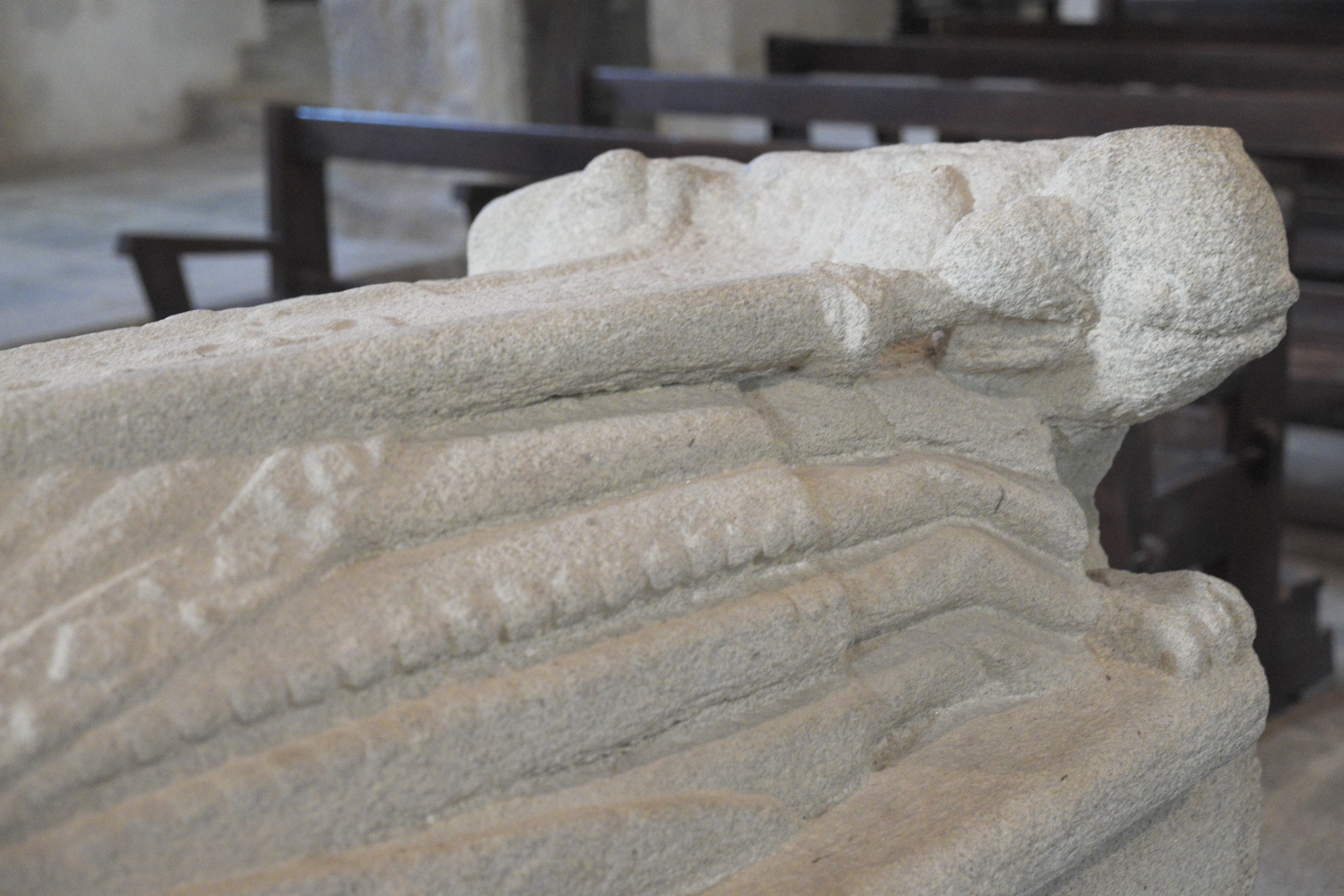
Détail du tombeau de Saint Lunaire.
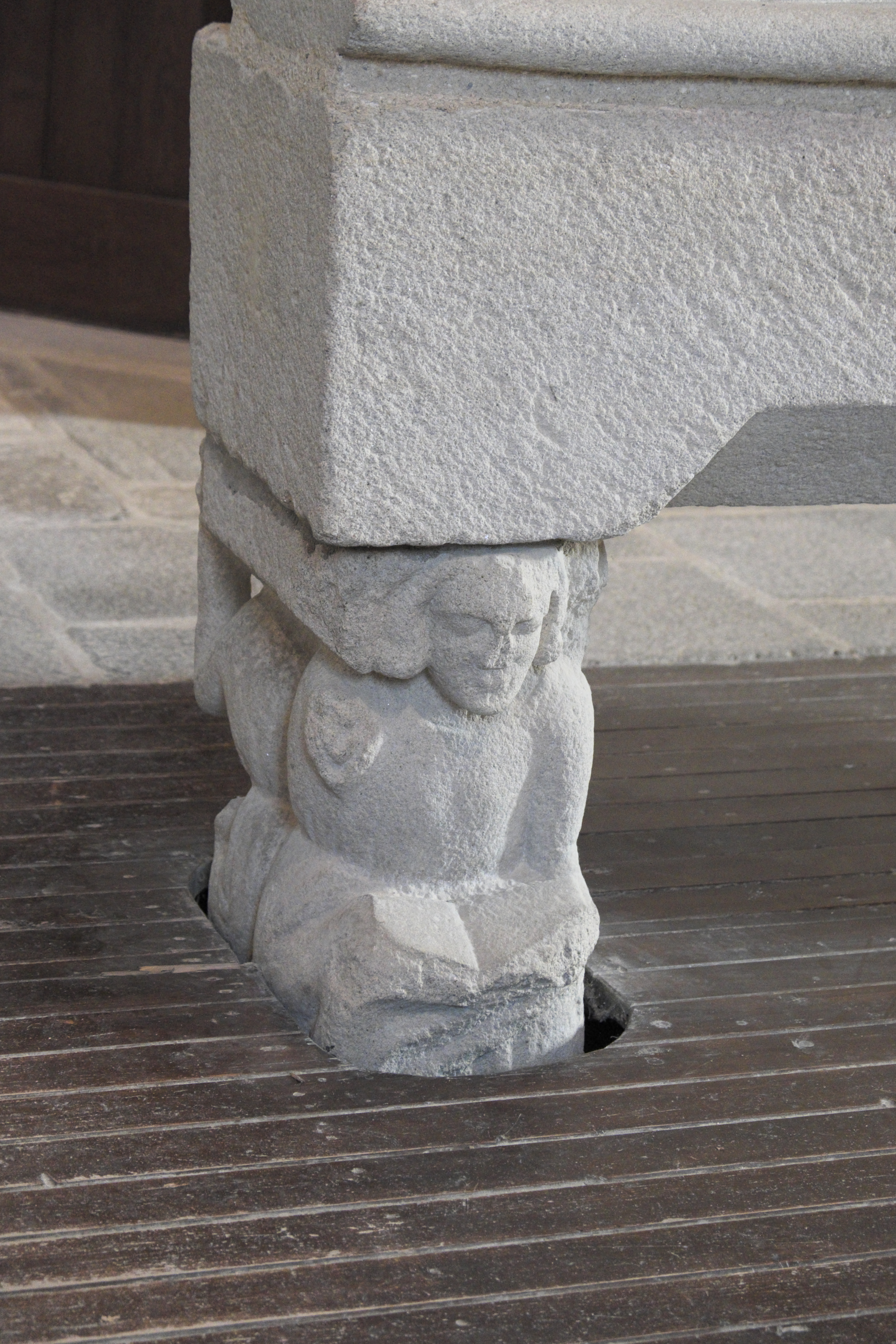
Pied du tombeau de Saint Lunaire avec un ange lisant un livre.
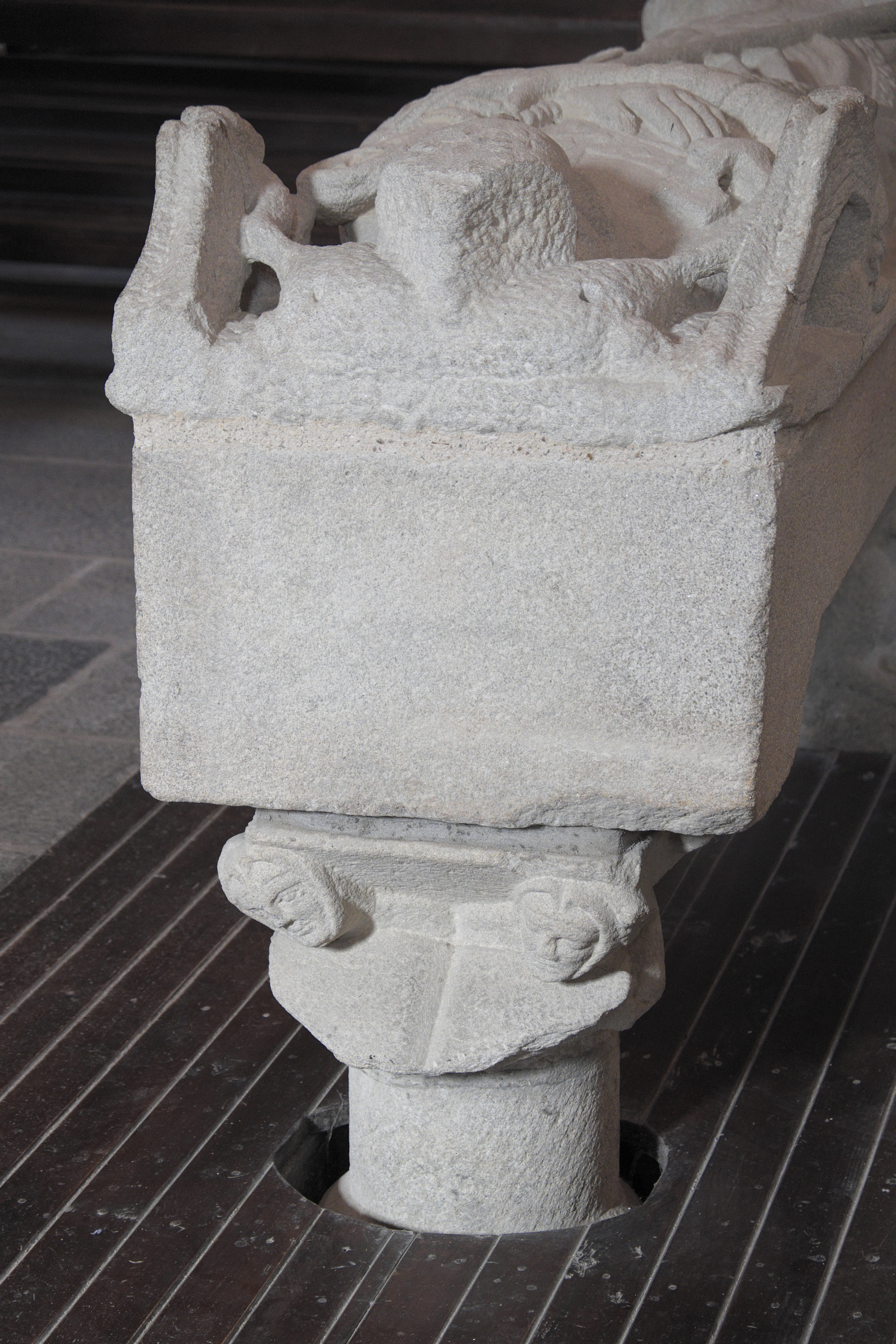
Souche de colonne avec têtes.
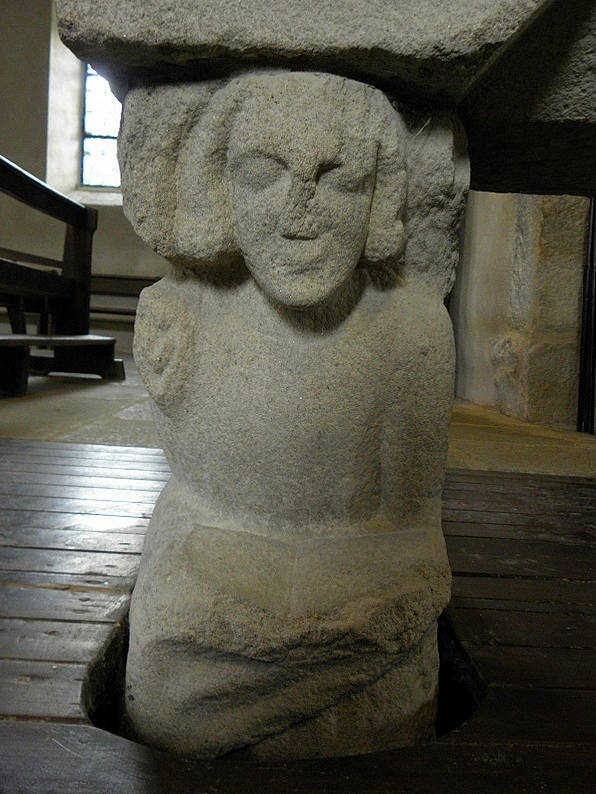
L'ange assis lisant un livre.
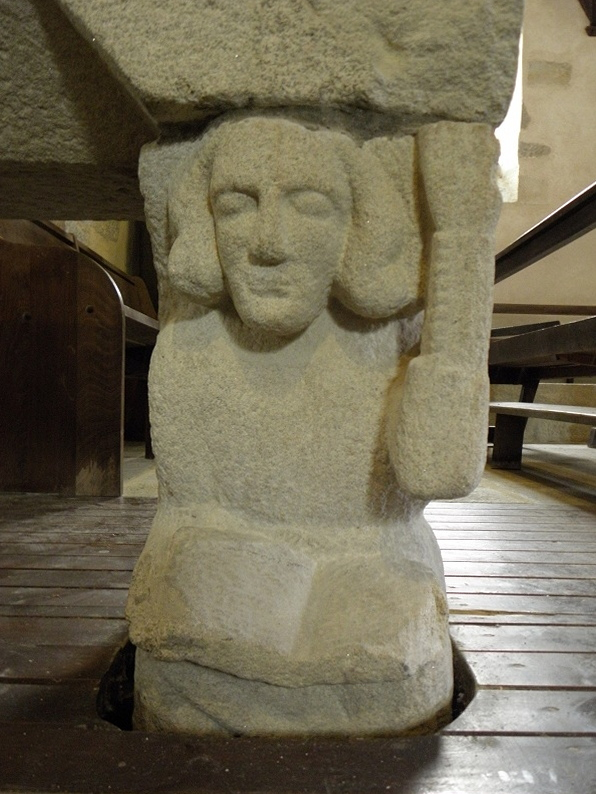
Second ange lecteur.
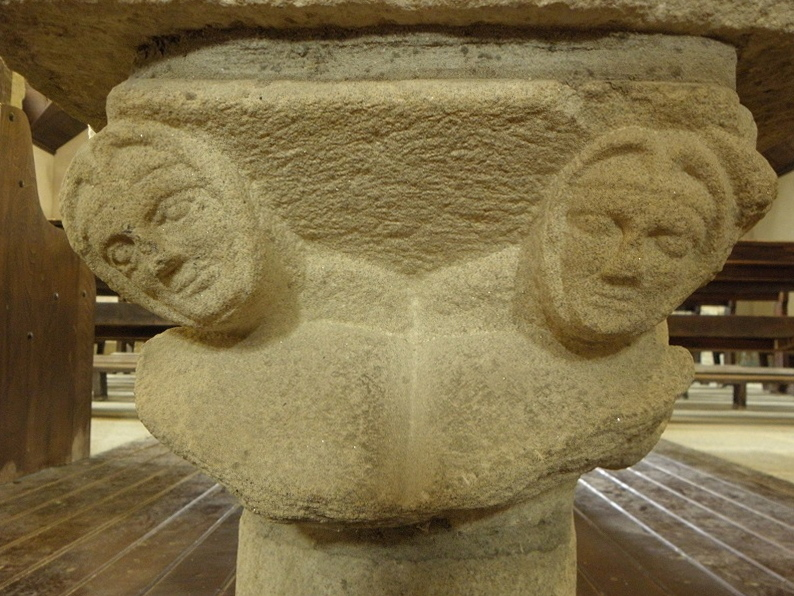
Tronçon de colonne et têtes sculptées.
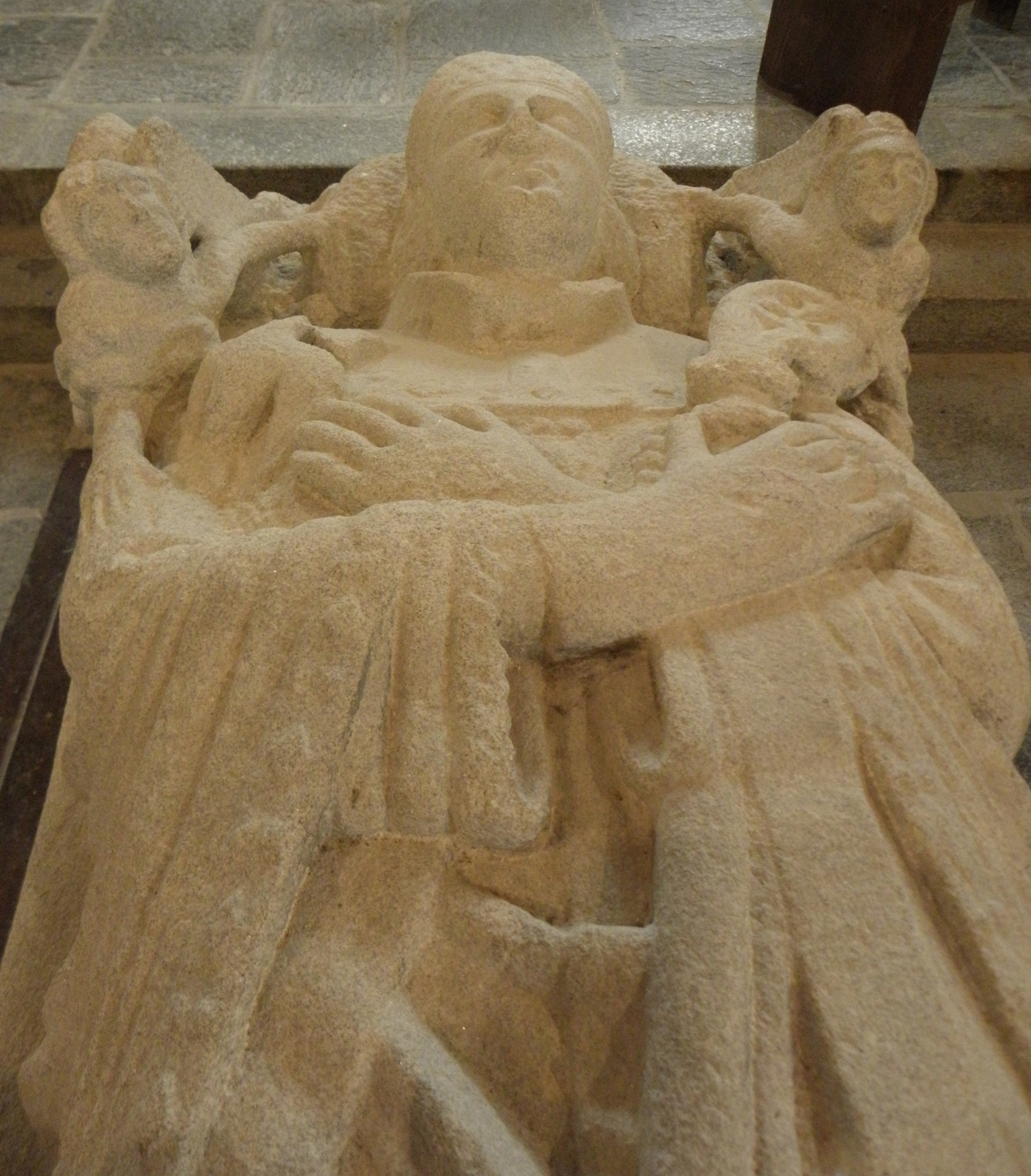
Gisant du saint.
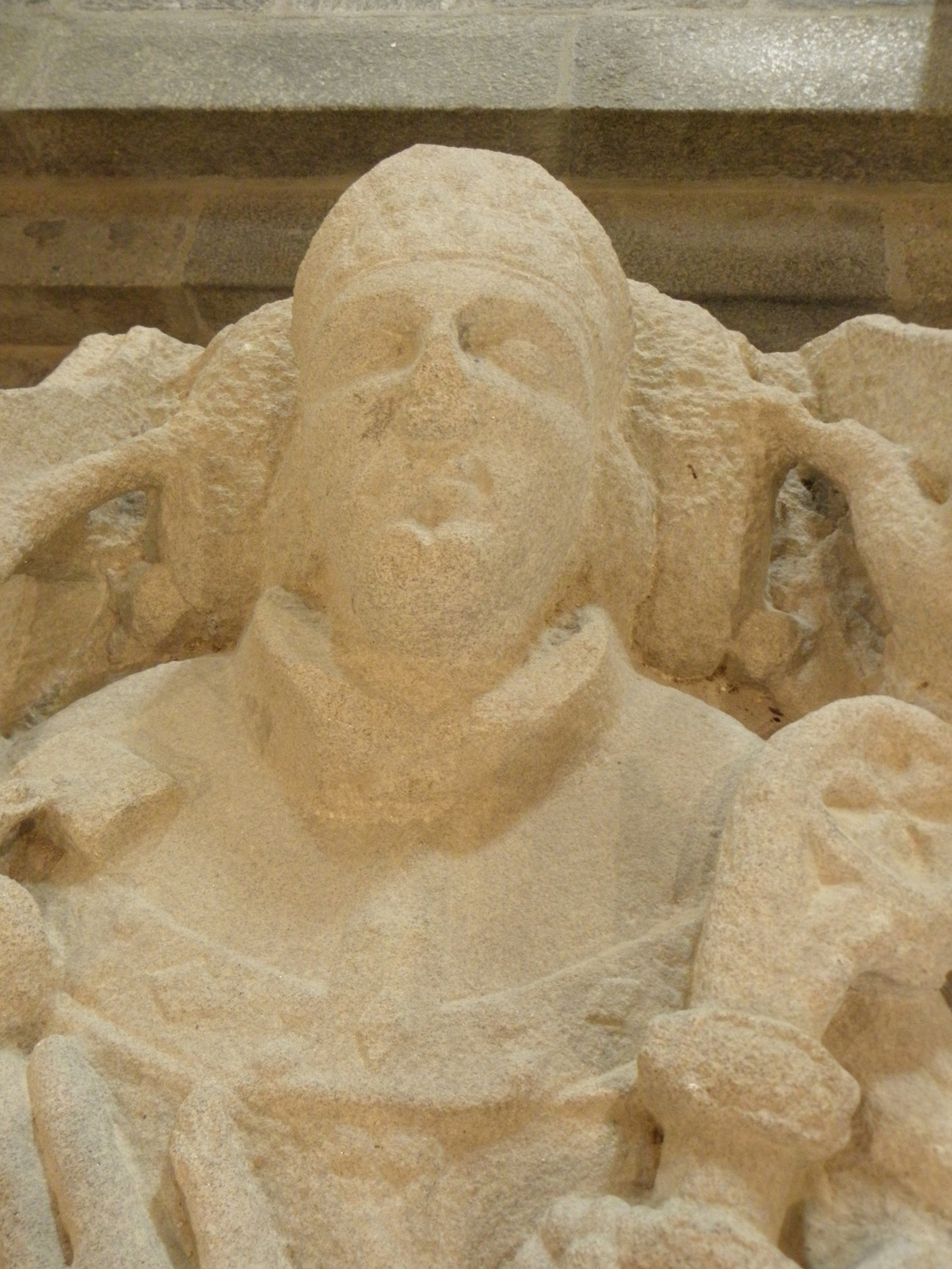
Tête de saint Lunaire.

### Les autels
- Le retable du maître-autel épouse les pans coupés du chevet et ses lambris ménagent des ouvertures à l'arc surbaissé permettant l'éclairage du sanctuaire. Réalisé vers 1760 par un artiste du cru, il sert d'écrin au maître autel précédé par des stalles en bois et une grille ouvragée en fonte servant de table de communion, lesquels dessine un gracieux demi-cercle.
- Le retable de la chapelle sud, orné de volutes et tête d'angelots présente un style rocaille plus recherché.
- La chapelle nord conserve un autel du XVe siècle accosté d'une crédence lavabo à sa droite, et d'une crédence tabernacle à gauche.

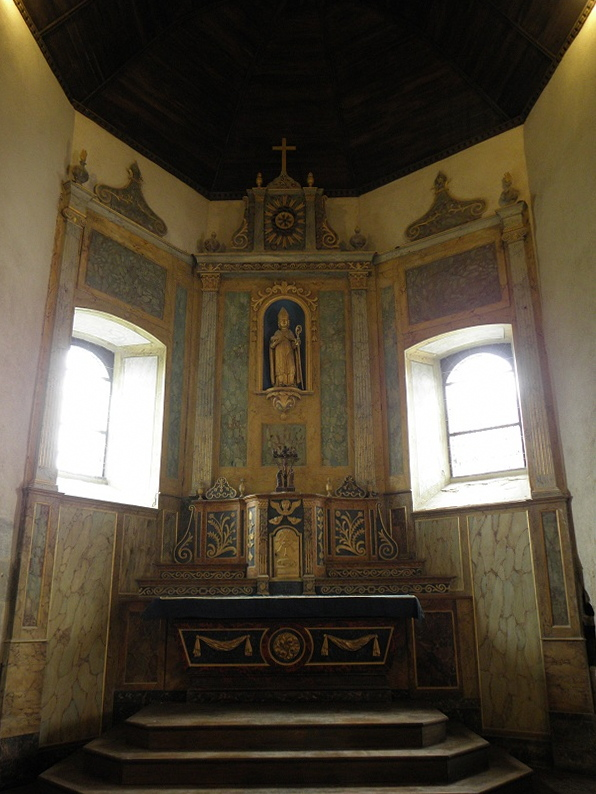
maître-autel et retable lambris du chœur.
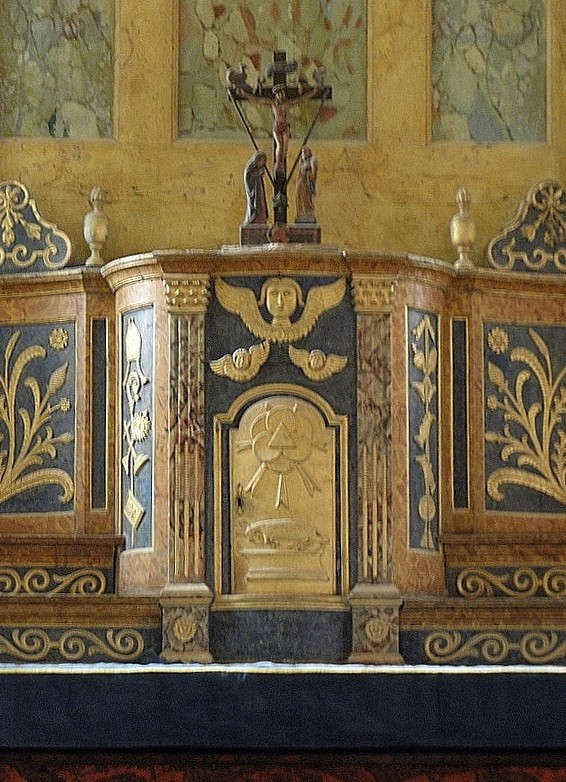
Tabernacle et croix du maître-autel.
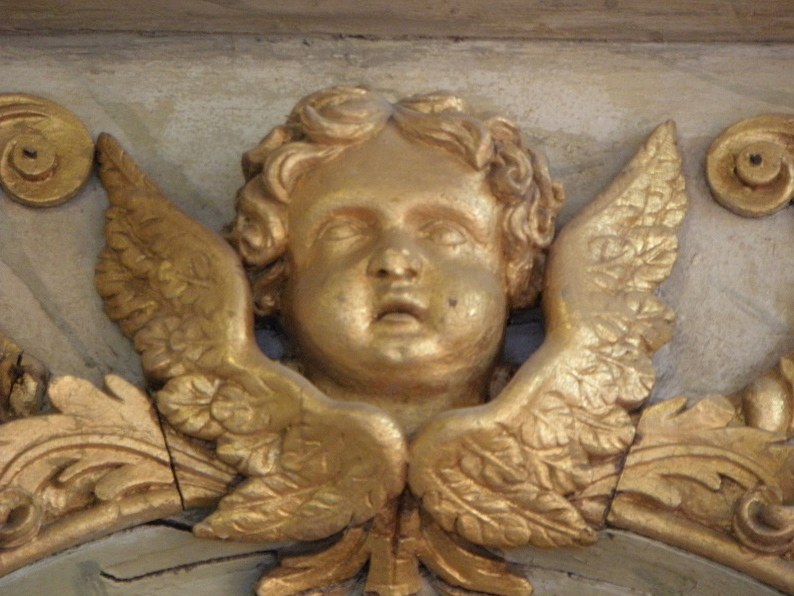
Angelot sommital du retable sud.
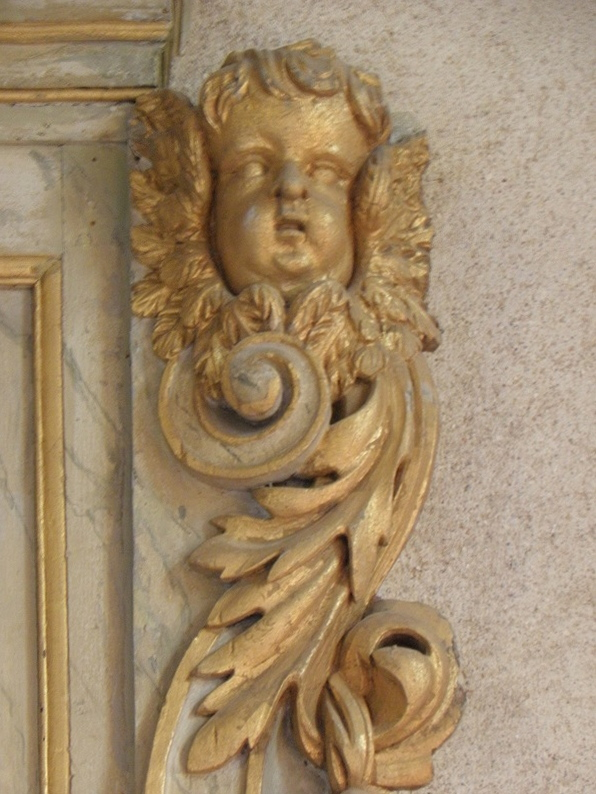
Angelot et volutes du retable sud.
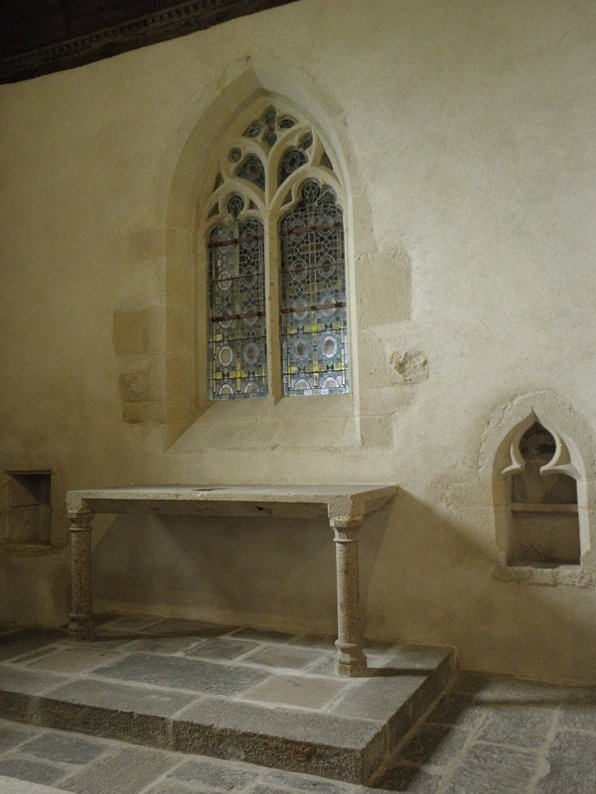
Autel médiéval et ses deux crédences.

### Autres objets
La vieille église de Saint-Lunaire conserve quelques objets et statues d'intérêt divers :
- deux statues des XVIIe et XVIIIe siècles situées de part et d'autre de l'arc triomphal et représentant une Vierge à l'Enfant (Notre-Dame-de-Vérité) et saint Pierre,
- une statue de la Vierge des années 1840 qui orne le retable sud,
- une croix d'autel de facture naïve au tabernacle du maître-autel, lequel présente également une statue de saint Lunaire,
- un bénitier hexagonal dont le fût est peut-être une colonne gallo-romaine en réemploi[15],
- des fonts baptismaux anciens, circulaires, en granite.

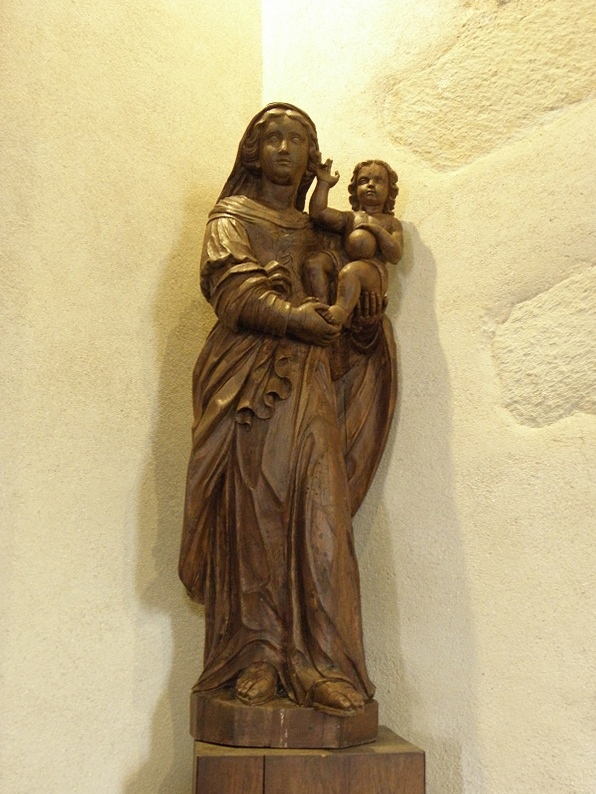
Statue de Notre-Dame-de-Vérité.
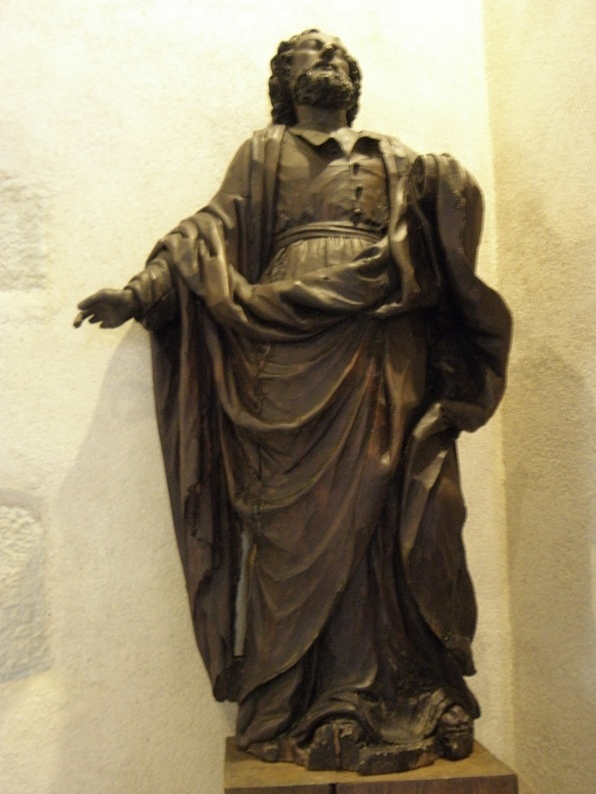
Statue de saint Pierre, du XVIIIe siècle.
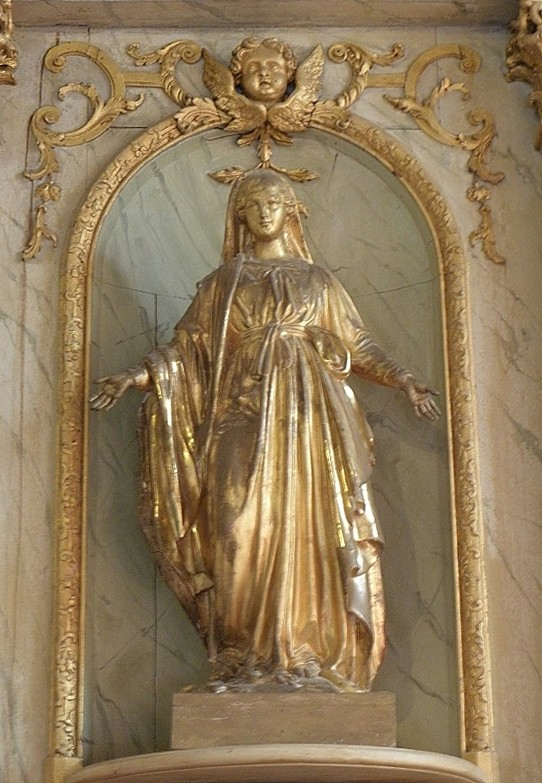
Statue de la Vierge datant des années 1840.
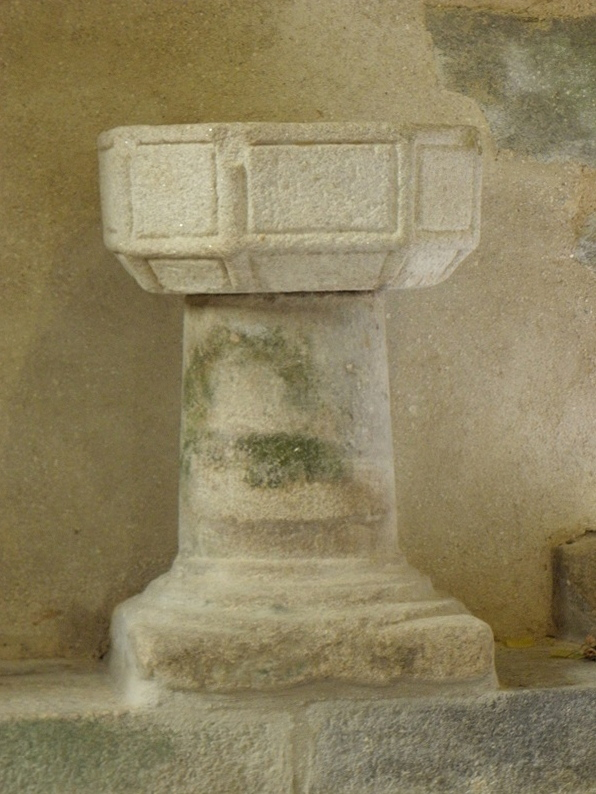
Bénitier au fût ancien.
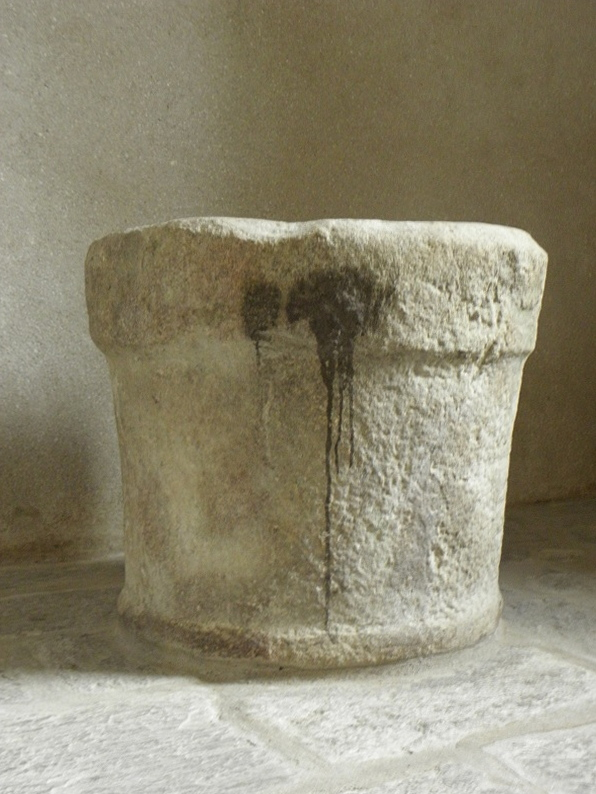
Fonts baptismaux en granite.